# Новак Джокович
Но́вак Джо́кович (серб. Новак Ђоковић / Novak Đoković МФА: [ˈnɔvaːk 'ʥɔːkɔviʨ] ( прослухати)), нар. 22 травня 1987, Белград, Югославія) — сербський тенісист, колишня перша ракетка світу. Отримав статус професіонала 2003 року. 4 липня 2011 вперше став #1 і провів у цьому статусі загалом понад 400 тижнів. Вісім разів завершив сезон на першому місці рейтингу — це абсолютний рекорд. Багатьма гравцями та експертами визнається як один із найкращих тенісистів усіх часів.

## Життєпис
Джокович виграв 24 турніри Великого шлему в індивідуальному розряді: 10 Відкритих чемпіонатів Австралії, 3 Ролан Гаррос, 7 Вімблдонів і 4 Відкритих чемпіонатів США, — це абсолютний рекорд у чоловічому одиночному розряді.
Джокович встановив рекорд за кількістю титулів на Підсумковому турнірі ATP (7 титулів) і на турнірах серії Мастерс (40 титулів).
Вигравши три мейджори у 2011 році, Джокович став шостим тенісистом відкритої ери, який виграв три турніри Великого слему протягом календарного року. Повторивши це досягнення у 2015 році, він став другим після Роджера Федерера, кому вдалося це здійснити двічі. Після перемоги на Ролан Гаррос у 2016, він став восьмим тенісистом в історії, який зібрав кар'єрний Великий шлем, а також першим, після Рода Лейвера у 1969, одночасним володарем усіх чотирьох усіх турнірів Великого шлему. Після перемоги на Ролан Гаррос у 2021 році Джокович став першим гравцем у відкритій ері, який виграв кожен турнір Великого шлему щонайменше двічі, а після перемоги на Ролан Гаррос у 2023 році — щонайменше тричі. Також він є єдиним тенісистом Відкритої Ери, який виграв три поспіль Australian Open та єдиним восьмиразовим переможцем цього турніру. Він став першим сербом, який виграв мейджор в індивідуальному розряді й наймолодшим гравцем у відкритій ері, що дійшов до півфіналів усіх чотирьох турнірів Великого шлему, окремо і послідовно. Дійшовши у 2012 році до фіналу Ролан Гаррос, він став дев'ятим гравцем у відкритій ері, який виходив у фінал всіх чотирьох турнірів Великого шлему в індивідуальному розряді (і лише п'ятим, хто зробив це підряд).
Крім цього, він шість разів виграв ATP World Tour Finals — у 2008, 2012, 2013, 2014, 2015 та 2022 роках, ставши першим гравцем, який виграв чотири таких турніри поспіль. Джокович був членом збірної Сербії, яка виграла у 2010 Кубок Девіса. Також Джокович виборов бронзову медаль в індивідуальному розряді на Олімпіаді в Пекіні у 2008 році. Джокович — єдиний гравець, який перемагав на усіх 9 турнірах серії Мастерс, йому належить рекорд за кількістю виграних титулів цієї серії протягом одного сезону (6 титулів у 2015 році) та за загальною кількістю титулів — 36. У 2012 році Джокович потрапив до списку «100 найвпливовіших людей у світі» від журналу Time. Переможець Вімблдону 1987 року Пет Кеш охарактеризував Джоковича як одного з найвизначніших тенісистів усіх часів і народів.
23 вересня 2013 року став дев'ятим гравцем в історії, який протримався 100 тижнів у ролі першої ракетки світу. 8 березня 2021 року став абсолютним лідером за кількістю тижнів у статусі першої ракетки світу.

### Особисте життя
Джокович народився 22 травня 1987 року в Белграді в Югославії. Його батько Срджан Джокович — серб косовського та чорногорського походження, а мати Діяна Жагар — хорватка. Двоє його молодших братів, Марко і Джордже також професійні тенісисти. Джокович мешкає в Монте-Карло. З 2006 року тренером Джоковича є колишній словацький тенісист Мар'ян Вайда. Подібно до свого колеги Роджера Федерера, Джокович називає себе фанатом мов і сам розмовляє чотирма, крім рідної сербської: англійською, німецькою, французькою та італійською.
Він почав грати в теніс з чотирьох років. Влітку 1993 року, коли йому виповнилось шість, його помітила югославська легенда тенісу Єлена Генчич. Побачивши талановитого хлопця в дії, вона заявила: «Це найбільший талант, який я бачила з часів Моніки Селеш». Генчич працювала з молодим Джоковичем протягом наступних шести років, перш ніж стало зрозуміло, що він має виїхати за кордон, щоб рости й надалі. Для цього вона зв'язалася з Ніколою Пиличем, і у вересні 1999 року 12-річний Джокович переїхав до тенісної академії Пилича в Обершляйсгаймі (Німеччина), де провів чотири роки. У віці 14 років Джокович почав свою міжнародну кар'єру, вигравши чемпіонати Європи в індивідуальному, парному та командному розрядах.
9 липня 2014 року в Чорногорії відбулося весілля Джоковича з Єленою Ристич, із якою він зустрічався ще з 2005 року. Їхній первісток — син Штефан — народився у жовтні 2014. У вересні 2017 народилася їхня друга дитина — донька Тара.
Джокович відомий також гумористичними пародіями на інших гравців, багато з яких є його друзями. Вперше він продемонстрував це після перемоги над Карлосом Моєю у чвертьфіналі Відкритого чемпіонату США з тенісу 2007 року. Тоді він розважав глядачів пародіями на Рафаеля Надаля і Марію Шарапову. Він також зробив пародію на Джона Макінроя після переможної гри у четвертому раунді US Open 2009, після чого зіграв з ним декілька розіграшів на корті Артура Еша. Саме через свою веселу вдачу Джокович отримав прізвисько «Джокер», що поєднує його прізвище та англійське слово «Joke» — жарт. Новак Джокович є членом організації «Чемпіони за мир» — це група відомих спортсменів, що прагнуть служити миру на планеті за допомогою спорту, створена міжнародною організацією з Монако «Мир і спорт».
Джокович — православний християнин. 28 квітня 2011, Патріарх Сербії Іриней нагородив Джоковича орденом Святого Сави I класу, який є вищою нагородою Сербської Православної Церкви, за те, що тенісист надав допомогу сербському народу, церквам та монастирям Сербської Православної Церкви у Косово і Метохії.
Він є великим шанувальником сербського футбольного клубу Црвена Звезда, італійського Мілану і португальської Бенфіки. Джокович дружить з іншими сербськими тенісистами Янко Типсаревичем та Віктором Троїцьким, а також з тенісисткою Аною Іванович, яких він знає ще з дитячих та юнацьких років.

## Тенісна кар'єра

### Ранні роки
Як член національної збірної Сербії та Чорногорії, він дійшов до фіналу юніорського Кубка Девіса для гравців до 14 років у 2001 році, де програв свій матч в індивідуальному розряді.
На початку своєї професійної кар'єри Джокович брав участь у турнірах серій Futures і Challenger, вигравши по три кожного типу у період з 2003 по 2005 рік. Його першим турніром рівня ATP став Відкритий чемпіонат Хорватії у 2004 році, де він програв Філіппо Воландрі в 1/16 фіналу. Перший виступ на турнірах Великого шлему припав на Відкритий чемпіонат Австралії 2005, куди він пробився через кваліфікацію, і де зазнав поразки від майбутнього переможця турніру Марата Сафіна в першому раунді.

### 2006: перші титули ATP
Дійшовши до чвертьфіналу Ролан Гаррос і четвертого кола Вімблдону, Джокович вперше піднявся у найкращих 40 рейтингу ATP.
За три тижні після Вімблдону Джокович виграв свій перший титул на рівні АТР — Відкритий чемпіонат Нідерландів у Амерсфорті, не програвши за турнір жодного сету, а у фіналі здолавши олімпійського чемпіона Ніколаса Массу. Другим титулом Джоковича став турнір Open de Moselle у Меці, після здобуття якого серб вперше у кар'єрі увійшов у найкращих 20 рейтингу.

### 2007: входження в найкращі 10
Джокович почав рік, перемігши австралійця Кріса Гуччіоне в фіналі турніру ATP Аделаїда. Потім програв у четвертому раунді Відкритого чемпіонату Австралії майбутньому чемпіон Роджеру Федереру у трьох сетах. Його виступи на двох супертурнірах серії Мастерс в Індіан-Веллс та Кі-Біскейн, де він став фіналістом і переможцем відповідно, дозволив йому увійти в число 10 найкращих гравців у світі. Джокович програв у фіналі Індіан-Веллс Рафаелю Надалю, але переміг його в Маямі у чвертьфіналі, перш ніж подолати Гільєрмо Каньяса у титульному матчі.
Відразу після свого першого титулу серії Мастерс, він повернувся додому, щоб допомогти Сербії потрапити у світову групу Кубка Девіса. Сербія зіткнулася з Грузією, а Джокович заробив очко для команди, перемігши грузина Георгія Чантурію. Це був турнір, де він готувався до пізнішого ґрунтового сезону. Джокович зіграв на Мастерсі в Монте-Карло, де зазнав поразки від Давида Феррера в третьому раунді, та в у Estoril Open, де він переміг Рішара Гаске у фіналі. Потім Джокович дійшов до чвертьфіналів на Мастерсах в Римі та Гамбурзі, де програв Надалю і Карлосу Моя відповідно. На Ролан Гаррос Джокович вперше дійшов до півфіналу мейджора, де програв майбутньому чемпіону турніру Рафаелю Надалю.
На Вімблдоні Джокович виграв п'ятигодинний чвертьфінал проти Маркоса Багдатіса. З півфінального матчу проти Рафаеля Надаля він був вимушений у третьому сеті знятися через проблеми з ліктем.

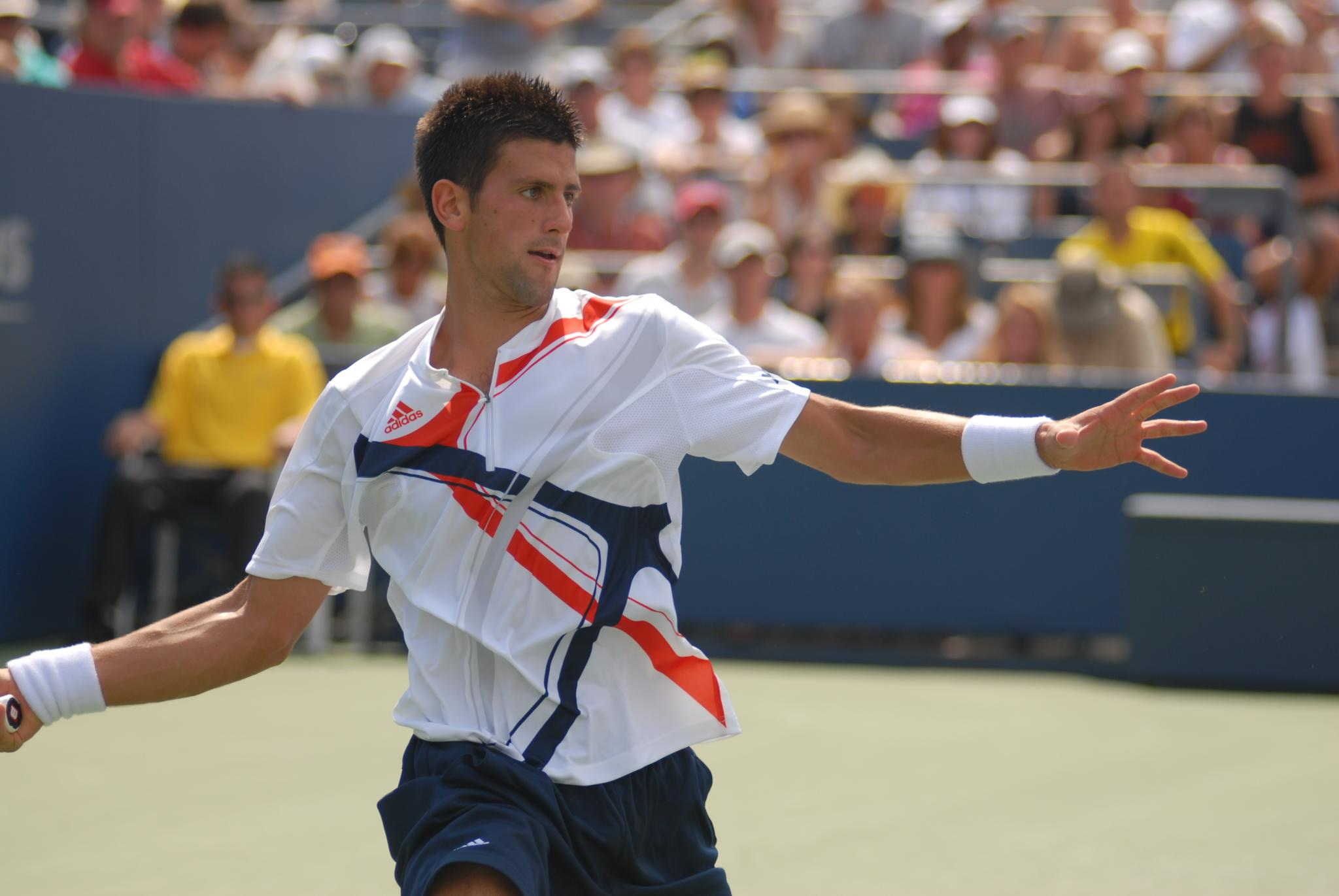
Джокович на US Open-2007

Джокович виграв Мастерс у Монреалі, перемігши третю ракетку світу Енді Роддіка у чвертьфіналі, другу ракетку світу Рафаеля Надаля у півфіналі та першу ракетку світу Роджера Федерера у фіналі. Це вперше гравець зміг подолати послідовно трійку лідерів рейтингу на одному турнірі після Бориса Бекера у 1994 році. Джокович також став лише другим гравцем, після Томаша Бердиха, який переміг підряд Федерера і Надаля після того, як вони стали найкращими тенісистами планети. Після цього турніру Бйорн Борг заявив, що Джокович «безумовно, претендент на перемогу в турнірі Великого шлему». Однак, на наступному тижні, на Мастерсі в Цинциннаті Джокович програв уже в другому колі Карлосу Моя. Проте Джокович вийшов у фінал Відкритого чемпіонату США. Він мав п'ять сетболів у першому сеті й два у другому сеті, але втратив їх усі, перш ніж програти першому сіяному Роджеру Федереру у трьох сетах. На тому турнірі Джокович став улюбленцем публіки за його пародії на інших гравців, у тому числі Рафаеля Надаля, Енді Роддіка і Марію Шарапову.
Джокович виграв свій п'ятий титул у році на BA-CA TennisTrophy у Відні, перемігши Стена Вавринку у фіналі. На наступному турнірі — Мастерсі в Мадриді Джокович програв у півфіналі Давіду Налбандяну. Джокович закінчив рік на 3 місці в рейтингу і здобув право на участь у Кубку Мастерс, проте вилетів уже на груповому етапі.
Він отримав Золотий знак як найкращий спортсмен Сербії, а Олімпійський комітет Сербії оголосив його найкращим атлетом року.

### 2008: перший титул на турнірі Великого шлему
На початку року Джокович, грав на товариському Кубку Гопмана разом зі своєю землячкою, третьою ракеткою світу Єленою Янкович. Джокович виграв усі свої групові матчі, проте команда програла у фіналі 1-2 другій сіяній американській команді у складі Серени Вільямс і Марді Фіша.
На Відкритому чемпіонаті Австралії Джокович досяг свого другого поспіль фіналу на мейджорах, не втративши жодного сету, у тому числі він у трьох сетах переміг дворазового чинного чемпіона змагань Роджера Федерера у півфіналі. Після виходу у півфінал Джокович став наймолодшим гравцем, який дійшов до півфіналів на всіх чотирьох мейджорах. У фіналі Джокович переміг несіяного француза Жо-Вілфріда Тсонга в чотирьох сетах, таким чином завоювавши перший для Сербії титул на турнірі Великого шлему в індивідуальному розряді. Це вперше з Відкритого чемпіонату Австралії 2005 року, індивідуальний турнір Великого шлему виграв не Федерер і не Надаль.
Наступним турніром Джоковича став Dubai АТР 500, де він програв у півфіналі Енді Роддіку.

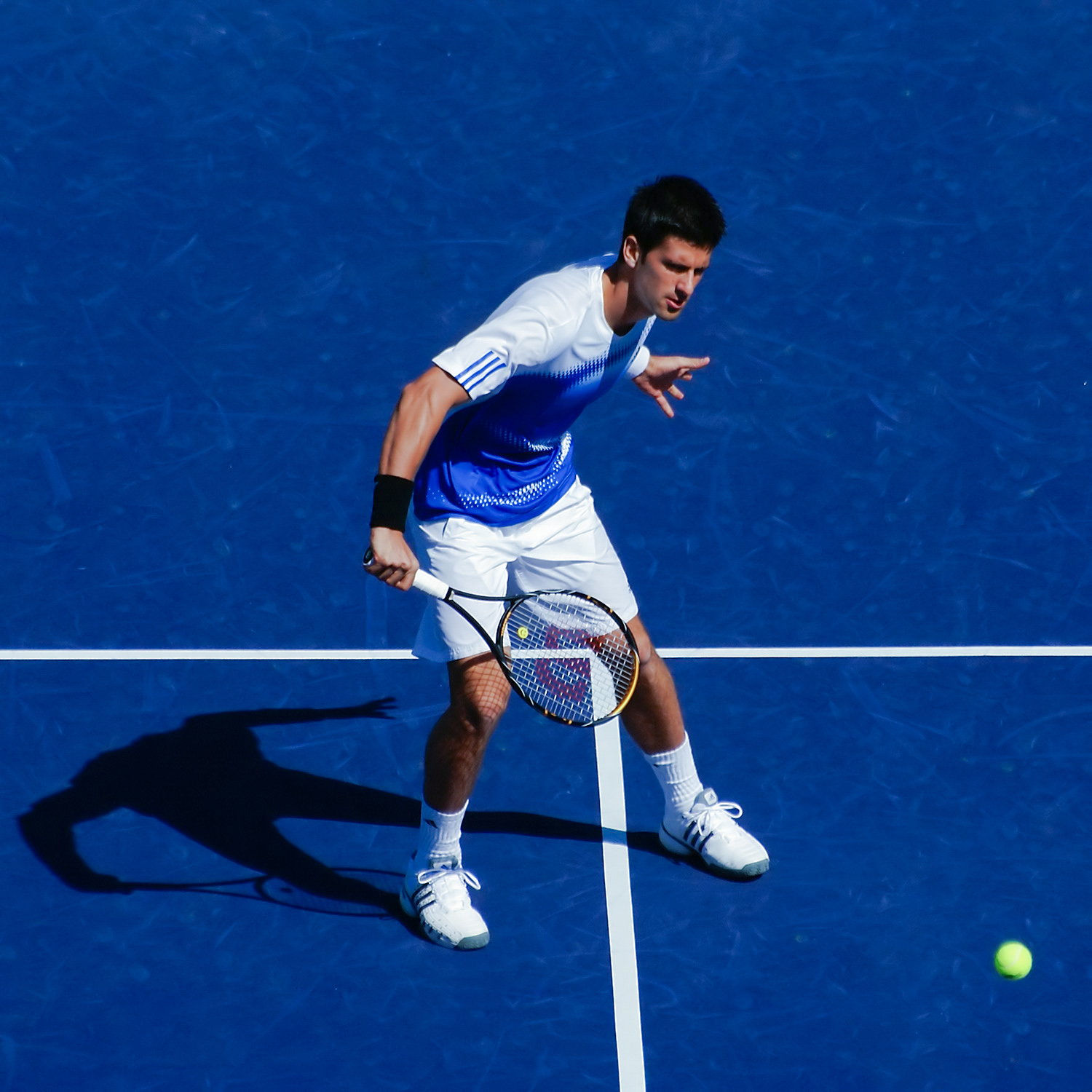
Джокович на Мастерс Індіан-Веллс 2008

На Мастерсі в Індіан-Веллс Джокович виграв свій дев'ятий індивідуальний титул у кар'єрі, перемігши американця Марді Фіша в трьох сетах.
Джокович виграв свій десятий титул кар'єрі та четвертий титул серії Мастерс на Internazionali BNL d'Italia в Римі. На наступному тижні на Мастерсі в Гамбурзі, Джокович програв Надалю у півфіналі. На Відкритому чемпіонаті Франції Джокович став третім сіяним після Федерера і Надаля. Джокович програв Надалю у півфіналі у трьох сетах.
На траві Джокович знову грав з Надалем, цього разу у фіналі Queen's Club Championships і програв у двох сетах. На Вімблдоні, Джокович знову був третім сіяним, однак програв у другому колі Марату Сафіну. На цьому закінчилася серія з п'яти послідовних мейджорів, де він доходив щонайменше півфіналу.

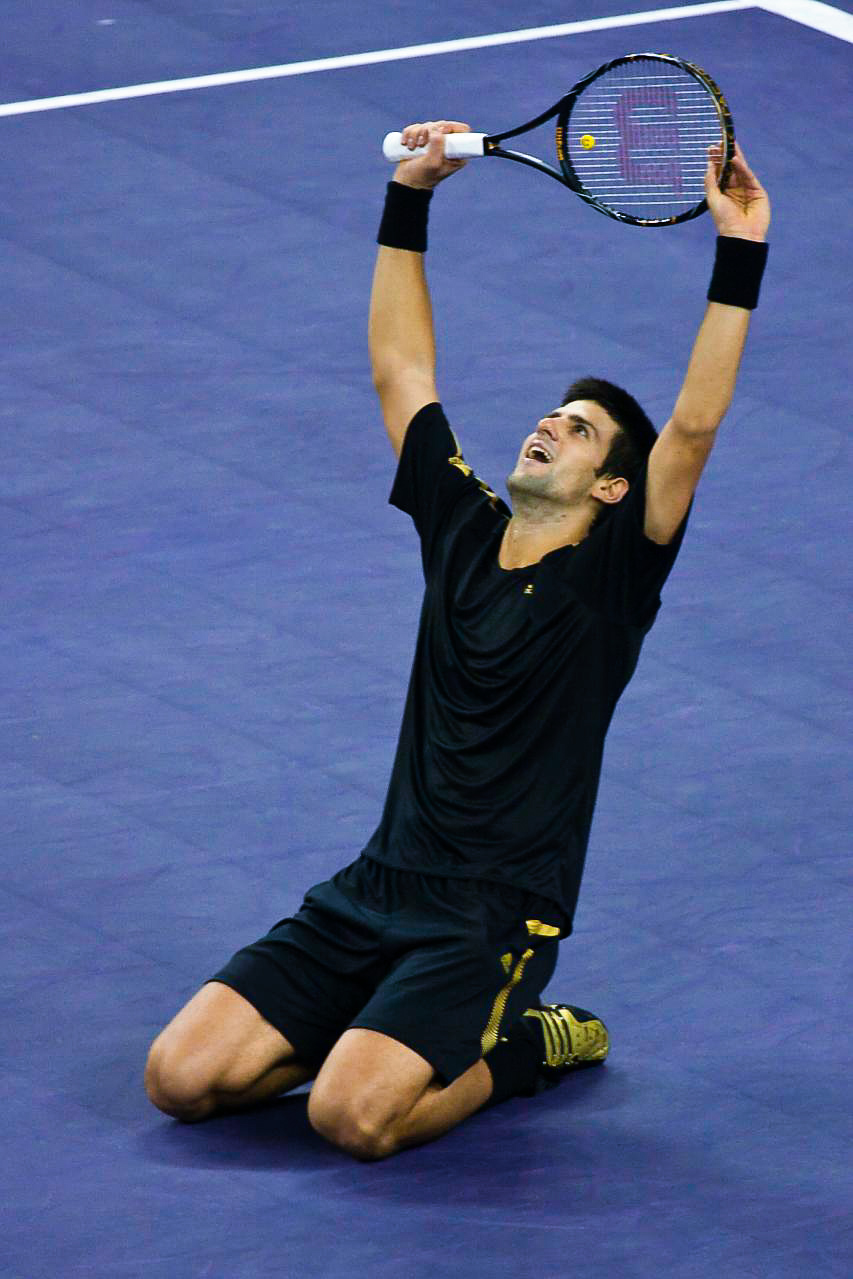
Джокович виграє Підсумковий турнір

Потім Джокович не зміг захистити свій титул на Мастерсі в Торонто. Він програв у чвертьфіналі восьмому сіяному Енді Маррею. На наступному тижні у Цинциннаті Джокович вийшов у фінал, обігравши Надаля. У фіналі він знову програв Маррею у двох сетах.
Його наступним турніром стала Олімпіада в Пекіні. У парному розряді він із Ненадом Зимоньїчем вилетів у першому колі від чеської пари Мартін Дамм/Павло Візнер. Посіяний під третім номером в індивідуальних змаганнях, Джокович програв у півфіналі Надалю, проте у матчі за третє місце обіграв американця Джеймса Блейка, здобувши таким чином бронзову медаль.
Після Олімпіади, Джокович зіграв на Відкритому чемпіонаті США. Він переміг Роддіка у чвертьфіналі, проте вже у півфіналі знову поступився Роджеру Федереру у чотирьох сетах.
Після Відкритого чемпіонату США Джокович зіграв чотири турніри. У фіналі PTT Thailand Open він програв Жо-Вілфріду Тсонга у двох сетах. У листопаді Джокович став другим сіяним на Фіналі Світового Туру АТР. У своєму першому груповому матчі він переміг аргентинця Хуана Мартіна дель Потро у двох сетах. Потім він переміг Миколу Давиденка в трьох сетах і програв свій останній груповий матч проти Тсонга. Джокович вийшов до півфіналу, де він переміг Жиля Симона. У фіналі Джокович знову переміг Давиденка, здобувши свій перший титул на Підсумковому турнірі.
Цього року оформилася група гравців, яку у 2011 році остаточно назвали «Великою четвіркою»

### 2009: 10 фіналів, 5 титулів
Джокович почав рік на Brisbane International в Брисбені, де програв Ернестсу Гулбісу вже в першому раунді. На турнірі Sydney International він програв Яркко Нієменену у півфіналі.
Джокович склав свої повноваження чемпіона Відкритого чемпіонату Австралії з тенісу, програвши у чвертьфіналі колишній першій ракетці світу Енді Роддіку.
Після поразки від Жо-Вілфріда Тсонга у півфіналі Open 13 у Марселі, Джокович виграв Barclays Dubai Tennis Championships, перемігши Давида Феррера і здобувши свій 12 титул у кар'єрі. Через тиждень Джокович мав захистити свій титул на BNP Paribas Open в Індіан-Веллс, проте програв Енді Роддіку у чвертьфіналі. На Мастерсі в Маямі Джокович переміг Федерера у півфіналі, але програв Енді Маррею у фіналі.

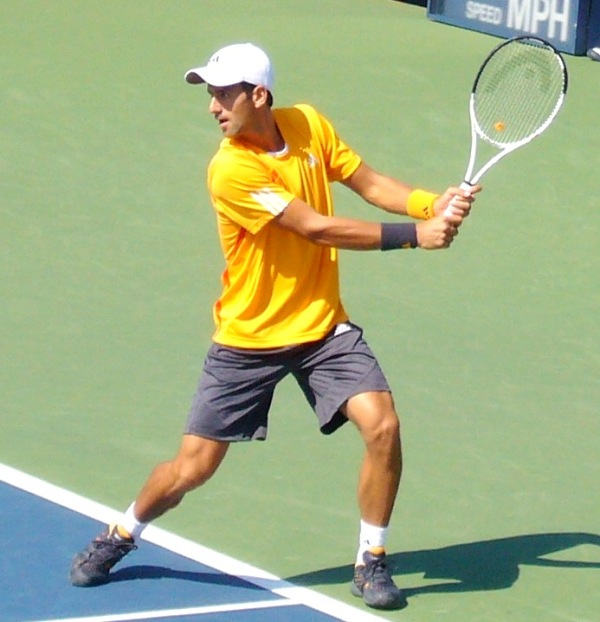
Джокович на US Open 2009

Джокович вийшов у фінал наступного в сезоні Мастерса в Монте-Карло, проте програв Надалю. На Мастерсі в Римі Джокович був чинним чемпіоном, проте знову поступився Надалю у фіналі.
Джокович став лідером посіву на турнірі у своєму рідному Белграді — Serbia Open. Він переміг поляка Лукаша Кубота, який вперше дійшов до фіналу, завоювавши свій другий титул в сезоні. Будучи третім сіяним на Мастерсі в Мадриді, він не програв жодного сету до півфіналу, де програв Надалю. Півфінальний матч тривав 4 години 3 хвилини, і є найдовшим трисетовим поєдинком в історії тенісу. На Відкритому чемпіонаті Франції Джокович програв у третьому колі німцю Філіппу Кольшрайберу
Джокович почав трав'яний сезон на Gerry Weber Open, де після зняття Федерера став першим сіяним. Він вийшов у фінал, де поступився німцю Томмі Гаасу. Також Джокович програв Хаасу у чвертьфіналі Вімблдону.
Протягом US Open Series Джокович досягнув чвертьфіналу на Rogers Cup у Монреалі, де програв Енді Роддіку. На Мастерс Цинциннаті Джокович переміг третю ракетку світу Рафаеля Надаля у півфіналі, проте програв першому сіяному Роджеру Федереру. На Відкритому чемпіонаті США Джокович вийшов у півфінал, втративши лише два сети, але поступився Роджеру Федереру.
На China Open у Пекіні, він переміг Віктора Ханеску, Віктора Троїцького, Фернандо Вердаско і Робіна Содерлінга на шляху до фіналу, де здолав Марина Чилича в двох сетах і виграв свій третій титул в сезоні. На першому в історії Мастерсі в Шанхаї Джокович програв у півфіналі Миколі Давиденку.
На турнірі Swiss Indoors у Базелі Джокович переміг Яна Герниха в 1/8 фіналу, відіграв дефіцит у сет у Стена Вавринки у чвертьфіналі, переміг Радека Штепанека у півфіналі й здолав улюбленця місцевої публіки та триразового чинного чемпіона Роджера Федерера у фіналі, здобувши свій четвертий титул у сезоні.
На останньому у сезоні Мастерсі в Парижі Джокович виграв свій єдиний у 2009 році титул цієї серії. Він переміг Рафаеля Надаля у півфіналі та Гаеля Монфіса — у фіналі.
Захист титулу на Кубку Мастерс Джокович почав з перемоги над Миколою Давиденком. У другому матчі групового етапу Джокович програв Робіну Содерлінгу. Попри перемогу над Рафаелем Надалем в останньому матчі групового етапу, Джокович не зміг пробитися у півфінал.
Джокович закінчив рік третьою ракеткою світу втретє поспіль. Джокович зіграв 97 матчів протягом сезону — найбільше серед усіх гравців ATP Туру, і закінчив рік із балансом перемог і поразок 78-19. Крім того, він вийшов у 10 фіналів і здобув 5 титулів, що на той момент було його найкращим показником за сезон.

### 2010: перемога в Кубку Девіса
Джокович почав рік, зігравши на виставковому турнірі AAMI Classic. У своєму першому матчі він переміг Томмі Гааса, але програв Фернандо Вердаско у другому.
На Відкритому чемпіонаті Австралії Джокович програв у чвертьфіналі Жо-Вілфріду Тсонга в п'яти сетах. Незважаючи на поразку, Джокович досяг другого місця в рейтингу — найвищого показника в кар'єрі.

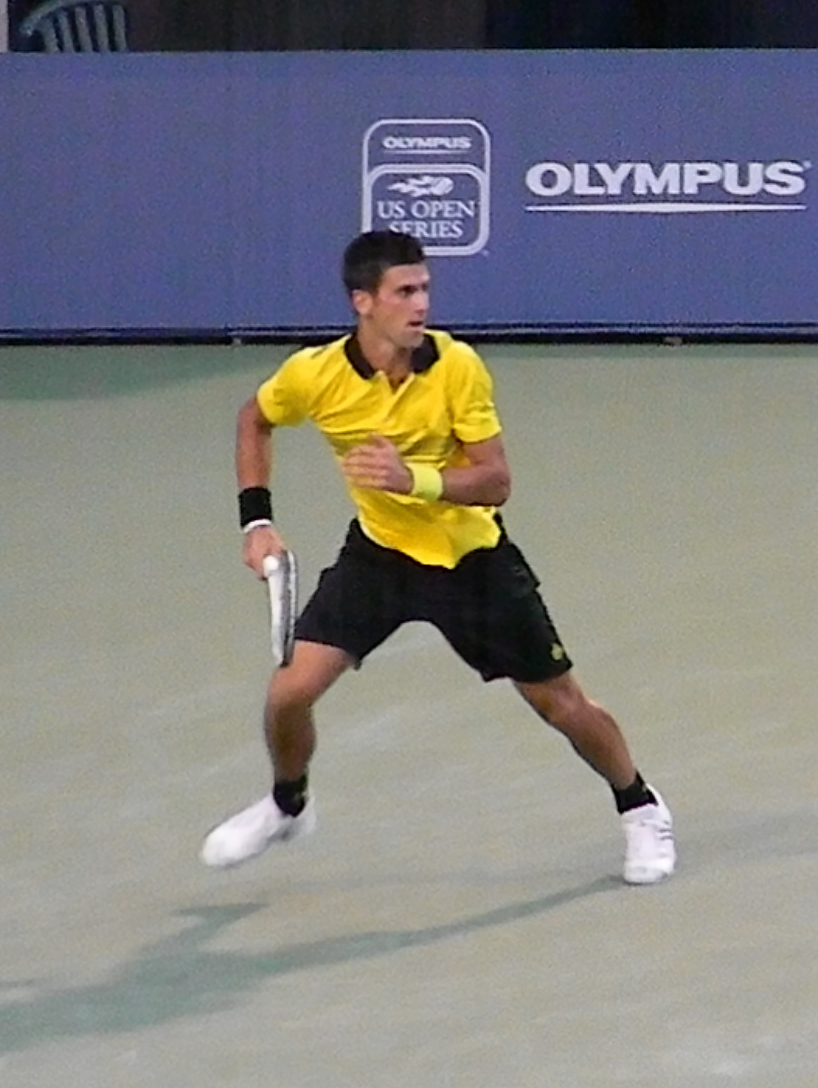
Джокович на Rogers Cup 2010

Він дійшов до півфіналу на ABN AMRO World Tennis Tournament у Роттердамі, де програв Михайлові Южному. На Dubai Tennis Championships Джокович взяв реванш у Южного у фіналі, захистивши торішній титул і здобувши перший титул у поточному сезоні.
Потім у складі збірної Сербії взяв участь у матчі Кубка Девіса проти США. Він допоміг Сербії перемогти із рахунком 3-2, подолавши Сема Кверрі та Джона Ізнера
На Мастерсі в Індіан-Веллсі він програв у четвертому раунді Івану Любичичу. На Мастерсі в Маямі Джокович програв уже в стартовому поєдинку Олів'є Рохусу. Потім Новак оголосив, що він припиняє роботу зі своїм тренером Тоддом Мартіном.
На своєму першому ґрунтовому турнірі року в Монте-Карло перший сіяний Джокович дійшов до півфіналу, де програв Фернандо Вердаско. Джокович знову програв Вердаско на Internazionali BNL d'Italia в Римі, цього разу у чвертьфіналі.
Будучи чемпіоном на домашньому турнірі Serbia Open, Джокович знявся перед чвертьфіналом зі співвітчизником Філіпом Країновичем.
На Відкритому чемпіонаті Франції Джокович був посіяний під третім номером. Він переміг Євгена Корольова, Кеї Нішікорі, Віктора Ханеску, і Роббі Джинепрі на шляху до чвертьфіналу, де програв Юргену Мельцеру у п'яти сетах.
На Вімблдоні Джокович знову був третім сіяним. Він переміг Олів'є Рохуса, Тейлора Дента, Альберта Монтаньєса, Ллейтона Х'юїтта та Йен-Синь Лу на шляху до півфіналу, який програв Томашу Бердиху у трьох сетах.
На Rogers Cup у Торонто Джокович програв Роджеру Федереру у півфіналі. На тому турнірі Новак також виступав у парі з Рафаелем Надалем. Такого гучного партнерства не бувало з 1976 року, коли Джиммі Коннорс і Артур Еш — перша і друга ракетка світу — виступали разом у парі. Вони програли в першому раунді канадській парі Мілош Раоніч/Васек Поспішил. Джокович програв у чвертьфіналі Мастерс Цинциннаті Енді Роддіку.

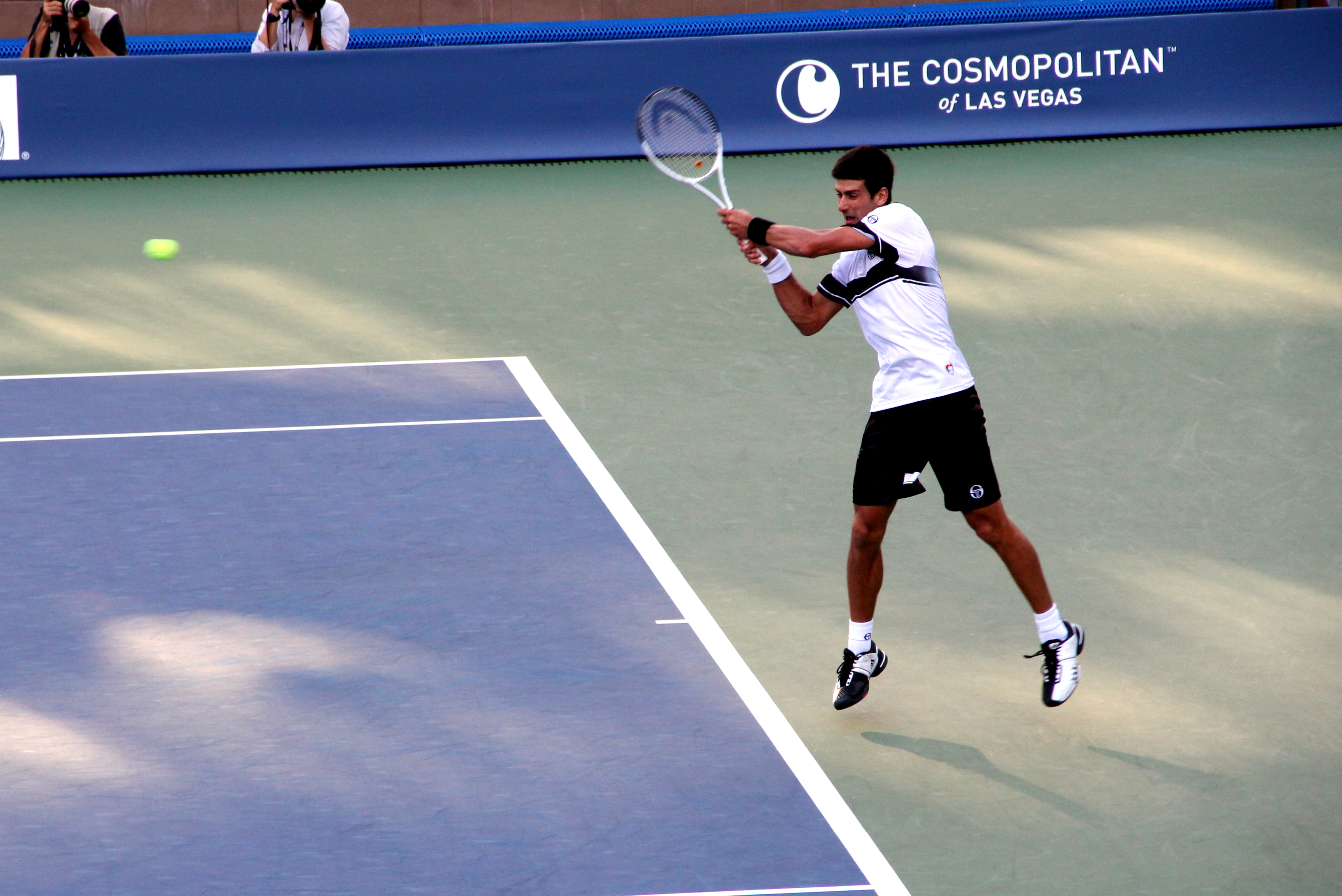
Джокович на US Open 2010

Як третій сіяний на Відкритому чемпіонаті США, Джокович був дуже близький до поразки вже в першому раунді проти Віктора Троїцького. Потім він переміг Філіпа Петцшнера, Джеймса Блейка, Марді Фіша і Гаеля Монфіса, не втративши після першого кола жодного сету і досягнув чвертьфіналу Відкритого чемпіонату США учетверте поспіль. У півфіналі Джокович переміг Роджера Федерера в п'яти сетах, відігравши подвійний матчбол суперника при рахунку 4-5 у 5 сеті на своїй подачі. Це була перша перемога Джоковича над Федерером на Відкритому чемпіонаті США і перша перемога над Федерером на мейджорах з Відкритого чемпіонату Австралії 2008. Джокович програв Надалю у фіналі, що допомогло іспанцю зібрати кар'єрний Великий шлем.
Після перемоги збірної Сербії над збірною Чехії 3-2 у Кубку Девіса, Джокович поїхав захищати свій титул на China Open. Він здобув титул на цьому турнірі вдруге поспіль, перемігши у фіналі Давида Феррера.
На Мастерсі у Шанхаї Джокович програв у півфіналі Федереру.
Джокович зіграв свій заключний турнір року на Barclays ATP World Tour Finals у Лондоні. Новак був поміщений в одну групу з Рафаелем Надалем, Томаш Бердих і Енді Роддіком. Джокович виграв свій перший груповий матч проти Бердиха, потім програв Надалю і виграв у Роддіка, вийшовши у півфінал, де програв Федереру у двох сетах.
Джокович виграв два його індивідуальні матчі у фіналі Кубка Девіса, допомігши Сербії обіграти збірну Франції та вперше завоювати головний командний трофей у тенісі. Крім того, матчами у фіналі Кубка Девіса почалася виграшна серія із 43 поспіль матчів, яка тривала до півфінального матчу Ролан Гаррос. Джокович вчетверте закінчив рік на третьому місці рейтингу.
Він був удостоєний звань «Сербський спортсмен року» за версією Олімпійського комітету Сербії і «Сербський спортсмен року» DSL Спорт.

### 2011: перша ракетка світу

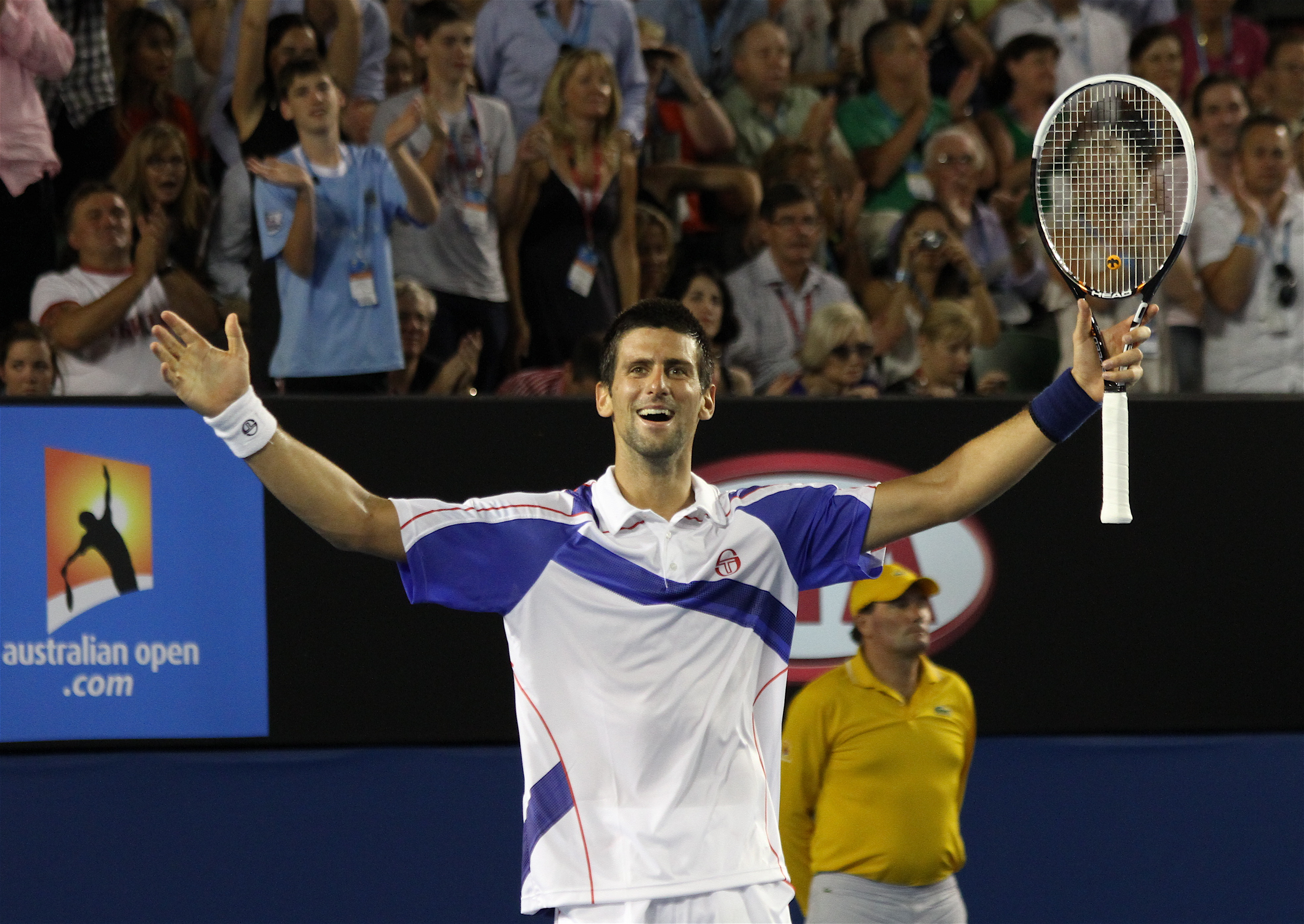
Джокович святкує перемогу на АО 2011

Джокович виграв десять турнірів у 2011 році, в тому числі три турніри Великого шлема: Відкритий чемпіонат Австралії, Вімблдон і Відкритий чемпіонат США. У 2011 році Джокович встановив рекорд за кількістю виграних в один сезон турнірів серії Мастерс — 5 титулів (Мастерс Індіан-Веллс, Мастерс Маямі, Мастерс Рим, Мастерс Мадрид, Мастерс Канада) і встановив новий рекорд за кількістю призових за один сезон (12 мільйонів доларів).
Рівень гри знизився в кінці сезону через травму спини. Останній виступ Джоковича виявився провалом на ATP World Tour Finals. Джокович закінчив сезон з балансом перемог і поразок 70-6 в ранзі першої ракетки світу. Піт Сампрас заявив, що сезон Джоковича був найкращим, що він будь-коли бачив у своєму житті, назвавши його «одним з найкращих досягнень у всіх видах спорту». Борис Бекер так охарактеризував сезон Джоковича: «Це один із найкращих років у тенісі всіх часів і народів. Він, можливо, не найкращий статистично, проте Джокович переміг Надаля, переміг Федерера — переміг будь-кого, хто намагався чинити йому опір на найбільших турнірах». Рафаель Надаль, який програв Джоковичу в шести фіналах на трьох різних покриттях, описав виступ Джоковича як «імовірно, найвищий рівень тенісу, який я коли-небудь бачив». Джокович був названий чемпіоном світу ITF 2011.

### 2012: втрата і повернення №1
Джокович почав сезон з перемоги на Відкритому чемпіонаті Австралії. Він виграв перші чотири матчі проти Паоло Лоренці, Сантьяго Хіральдо, Ніколя Маю Ллейтона Х'юїтта відповідно. У чвертьфіналі він переміг Давида Феррера в трьох сетах. У півфіналі Джокович переміг Енді Маррея в п'яти сетах (7-5 у п'ятому сеті) після 4 годин і 50 хвилин, відігравшись з рахунку 1-2 за сетами та зберігши брейк-пойнти у п'ятому сеті за рахунку 5-5. У фіналі Джокович переміг Рафаеля Надаля у п'яти сетах, відігравши брейк у вирішальному сеті, у якому переміг 7-5. Матч тривав 5 годин і 53 хвилини і став найдовшим матчем в історії Відкритого чемпіонату Австралії, а також найдовшим фіналом в історії усіх турнірів Великого шлема.
Джокович програв Джону Ізнеру у півфіналі в Індіан-Веллсі, але успішно захистив свій титул в Маямі.
У Монте-Карло у фіналі він програв у двох сетах Надалю, не зумівши перешкодити іспанцю завоювати свій рекордний восьмий за рахунком титул там. Джокович також програв в двох сетах Рафаелю в Римі.
Джокович досяг свого першого фіналу на Відкритому чемпіонаті Франції, перемігши Роджера Федерера у півфіналі, досягши таким чином фіналів усіх чотирьох турнірів Великого шлема підряд. Він міг стати першим гравцем після Рода Лейвера у 1969 році, який був би одночасним володарем усіх ТВШ, проте у фіналі знову поступився Рафаелю Надалю в чотирьох сетах.
Після цього Джокович не зміг захистити і свій торішній титул на Вімблдоні, поступившись у півфіналі Роджеру Федереру. Внаслідок того, що Федерер виграв той турнір, він випередив Новака у рейтингу, ставши першою ракеткою світу.
На Лондонській Олімпіаді 2012 року, Джокович був прапороносцем збірної Сербії. Там він дійшов до півфіналу, але програв майбутньому тріумфатору ігор Енді Маррею (5-7, 5-7), а в матчі за третє місце поступився Хуану Мартіну дель Потро (5-7, 4-6), таким чином не повторивши своє бронзове досягнення минулої олімпіади.
Після поразки на Олімпіаді Джокович здобув титул на Rogers Cup, здолавши у фіналі Рішара Гаске (6-3, 6-2). Проте за тиждень у фіналі Мастерсу в Цинциннаті він поступився Роджеру Федереру (0-6, 6-7), через що збільшилося його відставання від першої ракетки світу. Це вперше за 28 матчів між ними сет закінчився із рахунком 6-0.
На Відкритому чемпіонаті США Джокович впевнено дійшов до фіналу, втративши лише один сет за шість матчів, проте у вирішальному матчі поступився Енді Маррею (6-7, 5-7, 6-2, 6-3, 2-6).
Згодом Джокович захистив свій титул на China Open, перемігши у фіналі у двох сетах Жо-Вілфріда Тсонга. Наступним його турніром став Мастерс Шанхай. Там він здобув свій третій титул серії Мастерс в сезоні і 13-й в кар'єрі, у фіналі перемігши Енді Маррея (5-7, 7-6, 6-3). У другому сеті Маррей мав 5 матчболів (три з них — на своїй подачі) та подавав на матч за рахунку 5-4, проте Джокович зробив ребрейк, виграв тайбрейк із рахунком 13-11, і довів матч до перемоги у третьому сеті.
Після того, як Роджер Федерер знявся з Мастерсу у Парижі, Джокович забезпечив собі перше місце в рейтингу за підсумками сезону.
На Підсумковому Турнірі Джокович виграв усі три матчі групового турніру: у Джо-Вілфріда Тсонга (7-6, 6-3), Енді Маррея (4-6, 6-3, 7-5) та Томаша Бердиха (6-2, 7-6). У півфіналі він здолав Хуана Мартіна дель Потро (4-6, 6-3, 6-2), програючи по ходу зустрічі з сетом і брейком. У фіналі Джокович переміг чинного чемпіона турніру Роджера Федерера, таким чином здобувши другий титул на Підсумковому Турнірі, зміцнивши свої позиції у рейтингу та скоротивши відставання в очному протистоянні зі швейцарцем.

### 2013: 100 тижнів у ролі №1
Виступи у 2013 році Джокович розпочав із Відкритого чемпіонату Австралії. У першому трьох матчах (проти Поля-Анрі Матьє, Раяна Харрісона та Радека Штепанека) він не втратив жодного сету. Проте матч четвертого кола проти Станісласа Ваврінки тривав понад 5 годин і завершився із рахунком 3-2 (1-6, 7-5, 6-4, 6-7, 12-10). У чвертьфіналі Новак здолав Томаша Бердиха (6-1, 4-6, 6-1, 6-4), а у півфіналі — Давида Феррера за менш ніж півтори години (6-2, 6-2, 6-1). У фіналі Джокович переміг Енді Маррея (6-7, 7-6, 6-3, 6-2), захистивши титули попередніх двох років. Завдяки цьому він став першим тенісистом Відкритої ери, який здобув три поспіль титули на Australian Open. Крім того, за загальною кількістю титулів він зрівнявся із Андре Агассі та Роджером Федерером.
Наступного тижня після перемоги на Australian Open Джокович взяв участь у матчі Кубка Девіса між збірними Сербії та Бельгії. Джокович здобув перемогу над Олів'є Рохусом 6-3, 6-2, 6-2, що дозволило сербам повести у матчі 2-0.
Наприкінці лютого Новак взяв участь у турнірі Dubai Tennis Championships, де здобув свій другий титул у році (у фіналі переміг Томаша Бердиха 7-5, 6-3). Крім того, цей титул став для нього четвертим на турнірі за останні 5 років.
У березні Джокович взяв участь у турнірі серії Мастерс в Індіан-Веллсі, на якому повторив свій торішній результат: дійшов до півфіналу, де програв у трьох сетах Хуану Мартіну дель Потро (6-4, 4-6, 4-6). Наступного тижня на Мастерсі в Маямі Джокович повинен був захищати титул, проте програв уже в четвертому колі Томмі Гаасу 2-6, 2-4.
У квітні Джокович взяв участь у чвертьфіналі Кубка Девіса проти збірної США, де переграв Джона Існера (7-6 (7-5), 6-2, 7-5) та Сема Кверрі (7-5, 6-7(4-7), 6-1, 6-0), що допомогло його команді пройти у наступний раунд. Після цього він взяв участь на Мастерсі у Монте-Карло, де здобув титул, перемігши у фіналі Рафаеля Надаля (6-2, 7-6(7-1)). Це перервало восьмирічну серію з перемог Надаля на цьому турнірі.
На Мастерсі в Мадриді Джокович програв уже в першому своєму матчі болгарину Григору Димитрову 6-7(6-8), 7-6(10-8), 3-6. Римський Мастерс серб також провалив, програвши у чвертьфіналі Томашу Бердиху, хоча лідирував у матчі 6-2,5-2 і був за два очки від перемоги.
На Ролан Гаррос Джокович дійшов до півфіналу, де поступився у п'яти сетах Рафаелю Надалю із рахунком 4-6, 6-3, 1-6, 7-6 7-3, 7-9. При цьому у четвертому сеті він відіграв подачу Надаля на матч за рахунку 5-6, а у п'ятому вів із брейком до рахунку 4-3. Вирішальним став розіграш за рахунку 40-40 у цьому сеті, коли Джокович торкнувся сітки при виконанні смеша, в результаті чого вигране ним очко судді віддали Надалю. Також цей матч запам'ятався помилкою арбітра Паскаля Марії у другому геймі третього сету, коли він на брейк-пойнті Надаля зафіксував аут у Джоковича, хоча насправді його не було. Цей півфінал став для Джоковича 12-м поспіль на турнірах Великого шлему, і за цим показником він вийшов на друге місце в історії після Роджера Федерера (23 півфінали).
На Вімблдоні Новак дійшов до півфіналу, не втративши ні сету. У півфінальному матчі проти Хуана Мартіна дель Потро йому довелося зіграти усі 5 партій для перемоги. У фіналі він поступився у трьох сетах Енді Маррею. Цей фінал став четвертим між ними на турнірах Великого шлему, а перемога Маррея стала першою для британців за 77 років (останнім Вімблдон у 1936 році вигравав Фред Перрі). При цьому Новак відіграв потрійний чемпіоншіп-пойнт, після чого мав три брейк-пойнти, коли Маррей подавав на матч.
Першим турніром Джоковича після Вімблдону став Мастерс Канада, в ранзі дворазового чинного чемпіона. Там він дійшов до півфіналу, де поступився Рафалю Надалю з рахунком 4-6, 6-3, 7-67-2. Це була уже п'ята поразка від іспанця в останніх шести матчах, але перша з 2010 року на гарді.
На US Open Джокович вийшов до фіналу, але поступився Рафаелю Надалю у чотирьох сетах. Наступного тижня він взяв участь у півфінальному матчі Кубка Девіса проти збірної Канади, де виграв обидві свої одиночні гри та допоміг збірній Сербії вийти до фіналу.
У фіналі турніру в Пекіні Джокович обіграв Надаля вдруге в сезоні і продовжив свою безпрограшну серію на цих кортах, яка почалася у 2009 році. Проте уже виходом у фінал Надаль гарантував собі повернення на перше місце в рейтингу. Наступного тижня Джокович переміг на Мастерсі у Шанхаї, здолавши у фіналі Хуана Мартіна дель Потро (6-1, 3-6, 7-6(7-3)).
На початку листопада у Парижі Джокович виграв свій третій Мастерс сезону, здолавши у фіналі Давида Феррера 7-5, 7-5. Наступного тижня він захистив свій титул на Підсумковому Турнірі, вигравши усі 5 матчів на турнірі та перемігши у фіналі Рафаеля Надаля 6-3, 6-4.
15-17 листопада Джокович взяв участь у фіналі Кубка Девіса проти збірної Чехії. Він виграв обидва свої індивідуальні матчі проти Радека Штепанека і Томаша Бердиха, але збірна Сербії поступилася із рахунком 2-3. Джокович завершив рік в статусі другої ракетки світу та з 24-матчевою переможною серією.

### 2014: Другий Вімблдон і повернення №1
Сезон Джокович традиційно почав на Відкритому чемпіонаті Австралії, де був триразовим чинним чемпіоном. Свої перші чотири матчі на турнірі проти Лукаша Лацко, Леонардо Маєра, Дениса Істоміна та Фабіо Фоніні Джокович виграв, не віддавши жодного сету. У чвертьфіналі він зустрівся зі Станісласом Ваврінкою, із яким торік двічі грав 5-сетові матчі на ТВШ. Проте цього разу серб поступився із рахунком 9-7 у п'ятій партії. Таким чином, завершились три його серії: 28-матчева переможна серія після поразки у фіналі US Open 2013, 25-матчева переможна серія на Відкритому чемпіонаті Австралії та серія із 14 поспіль півфіналів ТВШ. Ваврінка зрештою виграв турнір.
Наступним турніром Джоковича став Dubai Tennis Championships, де він не зумів захистити торішній титул, поступившись у півфіналі Роджеру Федереру.
У березні серб виграв обидва Мастерси: у фіналі Індіан-Веллса переміг у трьох сетах Роджера Федерера, а у фіналі Маямі переміг у двох сетах Рафаеля Надаля.
На Ролан Гаррос Джокович знову програв Надалю у фіналі, але через місяць здобув свій сьомий титул ТВШ, перемігши у фіналі Вімблдону Федерера у 5 сетах. На Відкритому чемпіонаті США Джокович дійшов до півфіналу, де програв у чотирьох сетах Кей Нісікорі.
У Пекіні Джокович виграв свій п'ятий титул за шість років, проте на Мастерсі у Шанхаї поступився Федереру у півфіналі.
Завершив сезон серб двома титулами: на Мастерсі в Парижі, де він не програв жодного сету, та на Підсумковому турнірі, де встановив рекорд за найменшою кількістю програних геймів на груповій стадії — 9. Його суперник по фіналу — Роджер Федерер — знявся зі змагань, тому Джокович здобув титул без боротьби. Таким чином він повторив результат Іліє Настасе та Івана Лендла, вигравши три поспіль Підсумкові турніри.

### 2015: П'ята Австралія і десятий ТВШ
Сезон Джокович вперше з 2010 року розпочав не з Відкритого чемпіонату Австралії. На початку січня він взяв участь у Qatar Open, де вилетів у чвертьфіналі.
На Australian Open Джокович не втратив жодного сету до півфіналу. У півфіналі він у п'яти сетах здолав чинного чемпіона турніру Стена Ваврінку, а у фіналі у чотирьох сетах — Енді Маррея. При цьому два останні матчі Джокович закінчував сетами, виграними всуху. Таким чином Джокович став першим тенісистом Відкритої ери, який здобув п'ять титулів на Відкритому чемпіонаті Австралії. Також він вийшов на восьме місце за кількістю загальних перемог на ТВШ, зрівнявшись із Андре Агассі, Іваном Лендлом, Джиммі Коннорсом, Кеном Розвелом та Фредом Перрі.
Джокович вперше переміг Рафаеля Надаля на Ролан Гаррос у 2015 році, але у фіналі поступився Стену Вавринці. Втім, за місяць він успішно захистив свій титул на Вімблдоні, вдруге поспіль здолавши у фіналі Роджера Федерера. Таким чином вийшовши на чисте восьме місце за кількістю перемог на ТВШ в історії.
На Відкритому чемпіонаті США Джокович знову переміг Федерера у фіналі, здобувши свій 10-й титул на Турнірах Великого шлему. Ця перемога дозволила йому достроково завершити рік на першому місці рейтингу. Це четвертий сезон, який Джокович закінчив в статусі першої ракетки світу, і перший, у якому він був у цьому статусі протягом усіх 52 тижнів.
На відрізку після Відкритого чемпіонату США Джокович виграв усі турніри, у яких брав участь — в Пекіні, Мастерси у Шанхаї та Парижі, а також Підсумковий турнір.

### 2016: Кар'єрний шлем та рекорд за очками рейтингу
Джокович почав сезон із перемоги на турнірі в Досі, який став для нього 60-м титулом у кар'єрі. Після цієї перемоги він покращив свій власний рекорд за кількістю рейтингових очок, набравши 16790 пунктів.
У січні Джокович успішно захистив свій титул на Відкритому чемпіонаті Австралії, здолавши на шляху до титулу Роджера Федерера у півфіналі та Енді Маррея у фіналі. Цей титул став для нього шостим у Мельбурні (стільки ж у Роя Емерсона) та одинадцятим на Турнірах Великого шлему (стільки ж у Рода Лейвера та Бйорна Борга).
На турнірі в Індіан-Веллсі Джокович знову здолав Надаля, і зрештою захистив титул, перемігши у фіналі Милоша Раонича 6-2, 6-0.
У червні Новак Джокович здобув першу перемогу на Ролан Гаррос, завершивши свій кар'єрний шлем. Також він став одночасним володарем титулів на усіх турнірах Великого шлему і покращив власний рекорд за очками рейтингу — 16950 пунктів.

### 2017: Розрив з командою та травма
У січні Джокович захистив титул на турнірі у Досі, перемігши у фіналі першу ракетку світу Енді Маррея. На Australian Open він приїхав захищати титул, але сенсаційно програв у другому колі 117 ракетці світу узбеку Денису Істоміну. Внаслідок цього Джокович вперше з Australian Open 2007 не зміг пробитися до чвертьфіналу турніру; також це була його перша поразка на турнірах Великого шлему від тенісиста з-поза меж топ-100 рейтингу. У лютому Джокович взяв участь у турнірі Mexican Open, а у березні — в Індіан-Веллському Мастерсі, але на обох програв Ніку Киріоса у третьому та четвертому колі відповідно. У квітні Джокович дійшов до чвертьфіналу Мастерс Монте-Карло, де програв Давиду Гоффену. Після цього турніру він припинив співпрацю зі своїм довготривалим тренером Мар'яном Вайдою, фітнес-спеціалістом Ґебардом Філ-Ґрітчем та фізіотерпевтом Мільян Аманович. Після цього на Мастерсі у Мадриді дійшов до півфіналу, де програв Надалю у двох сетах.
21 травня Джокович оголосив, що його новим тренером, починаючи з Ролан Гаррос, стане Андре Агассі. На цьому турнірі він програв у чвертьфіналі Домініку Тіму. До Вімблдону серб готувався, зігравши на турнірі Eastbourne International. Це вперше з 2010 року він взяв участь у турнірі на траві, окрім Вімблдону. Джокович здобув титул, обігравши у фіналі Гаеля Монфіса. Титул в Істбурні став першим трав'яним титулом Джоковича за межами Вімблдону. Серб знявся з Вімблдону під час матчу з Томашем Бердихом через травму ліктя, яка, за його словами, непокоїла його останні півтора року.
26 липня Джокович оголосив, що пропустить US Open та решту сезону, аби повністю відновитися після травми.

### 2018: Операція на лікті, два ТВШ та Золотий Мастерс
Сезон 2018 Новак Джокович розпочав у січні з виставкового турніру Kooyong Classic, на якому він здолав Домініка Тіма з рахунком 6-1, 6-4. На Australian Open Джокович дійшов до четвертого кола, де програв корейцю Чону Хьону 6-7, 5-7, 6-7. Наприкінці січня переніс операцію на лікті, і повернувся на корт на Мастерс Індіан-Веллс, де програв у першому ж матчі Деніелу Таро. На наступному Мастерсі у Маямі він також програв у першому ж матчі, цього разу Бенуа Перу.
У квітні до команди Джоковича повернувся тренер Мар'ян Вайда. На Мастерсі у Монте-Карло серб програв у третьому колі Домініку Тіму, на турнірі ATP 500 у Барселоні — у другому колі Мартіну Кліжану, на Мастерсі у Мадриді — у другому колі Кайлу Едмунду, а на Мастерсі у Римі — у півфіналі Надалю. На Ролан Гаррос Джокович дійшов до чвертьфіналу, де програв італійцю Марко Чеккінато.
Трав'яний сезон Джокович розпочав на турнірі ATP 500 у Лондоні. Там він уперше за 12 місяців вийшов до фіналу, але у фіналі програв з матчболу Марину Чиличу. На Вімблдоні Джокович був 12-м сіяним. За перші 5 матчів віддав тільки два сети: один Кеї Нішікорі та один Кайлу Едмунду. У півфіналі, який тривав 5 годин і 17 хвилин, Джокович здолав Рафаеля Надаля, обігравши його з рахунком 10-8 у п'ятому сеті. Цей матч став другим найдовшим півфіналом в історії Вімблдону, а найдовший був зіграний того ж дня між Джоном Ізнером та Кевіном Андерсоном. У фіналі Джокович переміг Андерсона 6-2, 6-2, 7-6(3), таким чином виграв свій четвертий Вімблдон та 13 ТВШ. Завдяки перемозі, він також повернувся у топ-10 рейтингу з 21 місця, на якому був до початку турніру.
Сезон на американському гарді Новак розпочав на Мастерсі у Торонто, де програв у другому колі майбутньому фіналісту цього турніру Стефаносу Циципасу. Після цього він уперше за три роки приїхав на Мастерс у Цинциннаті, де здобув титул, перемігши у фіналі Роджера Федерера. Таким чином, вигравши перший титул у Цинциннаті, Новак став першим гравцем, який перемагав на усіх 9 турнірах серії Мастерс — зібрав так званий «Золотий Мастерс».
Осінь для Джоковича розпочалася із тріумфу на US Open, а завершилася поразками у фіналах паризького Мастерсу та підсумкового турніру.

### 2019: Рекордний сьомий титул в Австралії та п'ятий Вімблдон
Сезон 2019 Джокович розпочав із перемоги на Australian Open, де у фіналі у трьох сетах здолав Рафаеля Надаля. Завдяки цій перемозі Новак став єдиним гравцем в історії, який має 7 титулів в Австралії, а також єдиним гравцем, який тричі вигравав три ТВШ поспіль. До нього Дон Бадж, Род Лейвер та Роджер Федерер робили це двічі, а Рой Емерсон, Піт Сампрас та Рафаель Надаль — один раз.
На Ролан Гаррос Джокович дійшов до півфіналу, де поступився Домініку Тіму.
У липні Новак Джокович здобув п'ятий титул переможця Вімблдонського турніру, здолавши в історичному матчі Роджера Федерера з рахунком 7-6(7-5), 1-6, 7-6(7-4), 4-6, 13-12(7-3). Матч тривав 4 години 57 хвилин і став найдовшим фіналом в історії Вімблдону. Також це був перший матч у чоловічому індивідуальному розряді, який завершився на вирішальному тайбрейку у 5 сеті: до 2019 року на Вімблдоні тайбрейку у фінальному сеті не було.

### 2021: 20-й шлем і рекорд за часом у статусі першої ракетки світу
Сезон Джокович розпочав з участі у Кубку ATP, однак збірна Сербії не змогла захистити торішній титул.
У лютому він виграв 9-й титул на Australian Open, обігравши у фіналі Данила Медведєва 7-5, 6-2, 6-2.
У понеділок, 8 березня, Джокович розпочав свій 311-й тиждень у статусі першої ракетки світу, перевершивши попередній рекорд Роджера Федерера — 310 тижнів.
Під час ґрунтового сезону Джокович виграв турнір ATP 250 у Сербії і дійшов до фіналу Мастерса у Мадриді, де програв Надалю у трьох сетах.
У півфіналі Ролан Гаррос Джокович здобув другу перемогу над Надалем на цьому турнірі: 3-6, 6-3, 7-6 (4), 6-2. У фіналі в п'яти сетах він обіграв Стефаноса Ціціпаса. Завдяки цій перемозі Джокович став першим тенісистом Відкритої ери, який виграв кожен турнір великого шлему щойнайменше двічі.
У липні Джокович здобув шостий титул на Вімблдоні, здолавши у фіналі Маттео Берреттіні 6–7(4), 6–4, 6–4, 6–3. Після перемоги він зрівнявся за кількістю титулів на турнірах великого шлема із Роджером Федерером і Рафаелем Надалем — усі троє мають по 20.

### 2022-2023: Скандал з вакцінацією та 21-й шлем
У січні Джокович прибув до Мельбурну в Австралії для участі в чемпіонаті Australian Open. Після прильоту, прикордонна служба країни анулювала його візу, заявивши помилку у запиті. Після заяви про депортацію, адвокати Джоковича заявили, що оскаржуватимуть це рішення. Федеральний суд Австралії відхилив апеляцію на повторне скасування візи та Джоковича депортували із країни. Джокович покинув Австралію, не взявши участь у Відкритому чемпіонаті континенту.
У червні Джокович втратив статус першої ракетки світу, опустившись на дві позиції в рейтингу ATP, овою першою ракеткою світу став росіянин Данило Медведєв.  Новак Джокович здобуває сьомий титул переможця Вімблдонського турніру та 21 титул турніру великого шлема. Джокович пропустив US Open 2022 знявшись перед формуванням сітки турніру через неможливість прибути до США у зв'язку з вимогою обов'язкової вакцинації для негромадян країни. Новак закінчує рік перемогою у фіналі підсумкового турніру - це вже 6 його перемога у цьому турнірі.
2023 року Джокович планував їхати на тенісний турнір в Індіан-Веллсі в США, але йому було заборонено в'їзд до країни через позицію щодо COVID-19. Джокович має антивакцинаторські перконання і не зробив жодного щеплення від коронавірусу, тож вимагав, щоб Держдепартамент надав йому персональний дозвіл на перетин кордону.

## Протистояння

### Джокович-Надаль
Джокович і Надаль зустрічалися 53 разів — це протистояння є найбільшим за кількістю матчів у Відкриту еру. Джокович лідирує 28-25. Надаль веде 16-7 ґрунті, на траві 2-2, але Джокович веде на гардових покриттях 19-7. Це суперництво було визнане як третє найвизначніше за останнє десятиліття офіційним сайтом АТР. Джокович став першим гравцем, хто зумів перемогти Надаля принаймні десять разів і єдиним, хто зумів перемогти Надаля сім разів поспіль. Гравці зіграли між собою найдовший матч в історії Відкритого чемпіонату Австралії у фіналі 2012 року (гра тривала 5 годин 53 хвилини), а також найдовший трисетовий поєдинок на Мастерсі в Мадриді у 2009 році (матч тривав 4 години 3 хвилини).
У фіналі Вімблдону-2011 Джокович виграв у чотирьох сетах — це була його перша перемога над Надалем на мейджорах. Таким чином, він став другим після Роджера Федерера, хто зумів перемогти Надаля у фіналі турніру Великого шлема. Джокович переміг Надаля і у фіналі Відкритого чемпіонату США-2011, вигравши свій третій мейджор за сезон і четвертий за кар'єру. Крім того, Джокович став єдиним гравцем, хто перемагав Рафаеля у фіналі мейджора не на траві. Джокович переміг у фіналі Відкритого чемпіонату Австралії-2012, зробивши Надаля єдиним гравцем, хто програв три фінали мейджорів поспіль.
У 2012 році у фіналі Мастерса в Монте-Карло Надаль нарешті переміг Джоковича вперше з листопада 2010 року. Вони зустрілися в семи фіналах з січня 2011 по січень 2012 року, всі з яких Джокович виграв. У фіналі Монте-Карло Надаль переміг Джоковича 6-3, 6-1. Надаль знову переміг Джоковича 7-5, 6-3 у фіналі Мастерса в Римі. У 2013 році Джокович переміг Надаля у фіналі Монте-Карло, перервавши його восьмирічну тріумфальну серію на цьому турнірі.
У фіналі Ролан Гаррос-2012 знову зіграли Джокович і Надаль, ставши таким чином першими тенісистами в історії, які розіграли між собою чотири поспіль фінали турнірів Великого шлема. Через дощ матч кілька разів відкладався і був дограний лише на другий день. Незважаючи на те, що Джокович зумів повісити Надалю приховану баранку і повести з брейком у четвертому сеті, Надаль у підсумку виграв 6-4, 6-3, 2-6, 7-5.
Півфінальний матч на Ролан Гаррос-2013 було названо найдраматичнішим матчем століття — у четвертому сеті Джокович відіграв подачу Надаля на матч, а у п'ятому одразу ж повів із брейком, проте не втримав його, віддавши свою подачу за рахунку 4-3 через свою ж помилку. Зрештою Надаль переміг 9-7 у вирішальній партії.
На Мастерсі у Монреалі 2013 року Джокович поступився Надалю на гарді вперше з сезону-2010. Вони зіграли свій шостий фінал ТВШ на US Open 2013. Надаль переміг, зрівнявши рахунок за цим показником (3-3). Ця зустріч стала 37-ю між Джоковичем і Надалем, що зробило їхнє протистояння найбільшим за кількістю матчів в історії.
У фіналі China Open Джокович переміг Надаля у двох сетах. Він повторив цей успіх у фіналі Підсумкового турніру.
У 2014 році Джокович переміг Надаля на Мастерсі в Римі, проте поступився йому у фіналі Ролан Гаррос. Джокович також виграв усі три їхні матчі у 2015 році — у Монте-Карло, на Ролан Гаррос та в Пекіні.
Джокович також здобув перемогу у їхній першій очній зустрічі у 2016 році, вперше за весь час вийшовши вперед у цьому протистоянні, після чого переміг у ще двох матчах.

### Джокович-Федерер
Джокович і Федерер зустрічалися 46 разів, Джокович лідирує 24-22. Джокович виграв 8 із останніх 10 зустрічей на турнірах Великого шлему. На ґрунті між тенісистами нічия 4-4, на гарді лідирує Джокович 18-17. На траві лідирує Джокович 2-1. Джокович є єдиним гравцем, крім Надаля, хто перемагав Федерера в кількох поспіль матчах на турнірах Великого шлему.
Федерер закінчив 41-матчеву виграшну серію Джоковича з початку сезону 2011. Це сталося у півфіналі Ролан Гаррос — у матчі, який уже називають класичним. Тим не менш, у наступному році Джокович взяв реванш, перемігши у трьох сетах. Джокович грав з Федерером у своєму першому фіналі мейджора у 2007 році на Відкритому чемпіонаті США і програв в трьох сетах. Джокович займає друге місце (після Надаля) за кількістю перемог над Федерером.
Джокович і Федерер тричі зустрічалися на Відкритому чемпіонаті Австралії — у 2007 Федерер виграв у трьох сетах, а у 2008 і 2011 це зробив Джокович. П'ять років поспіль вони зустрічалися на Відкритому чемпіонаті США — перші три гри виграв Федерер (включаючи фінал 2007 і півфінали у 2008 і 2009 роках), а наступні дві виграв Джокович. При цьому в обох випадках йому доводилося відігравати подвійний матчбол у 5 сеті. 6 липня 2012 Джокович програв Федереру у півфіналі Вімблдону, віддавши таким чином долю першої сходинки рейтингу у руки швейцарця. У фіналі Мастерса в Цинциннаті Джокович поступився Федереру вперше за два роки на гарді, внаслідок чого збільшилося його відставання від № 1 рейтингу.
Перед Підсумковим Турніром 2012 року Джокович повернув собі перше місце в рейтингу, і перемога над Федерером у фіналі у двох сетах зміцнила його позиції. Наступна гра відбулася майже через рік — у півфіналі паризького Мастерсу-2013, де Джокович переміг у трьох сетах. І вже через чотири дні вони зустрілися знову — на груповому етапі Підсумкового турніру. Джокович знову переміг у трьох сетах.
У 2014 та 2015 роках Джокович переміг Федерера у фіналі Вімблдону.
Після перемоги у півфіналі Відкритого чемпіонату Австралії 2016 Джокович вперше вийшов вперед у цьому протистоянні.
Джокович є єдиним гравцем, який перемагав Федерера на всіх чотирьох ТВШ. У той же час Федерер також є єдиним гравцем, який перемагав Джоковича на всіх мейджорах.

### Джокович-Маррей
Джокович і Маррей зустрічалися 34 рази, і Джокович лідирує 24-10. Джокович веде 5-1 на ґрунті і 19-7 на гардових покриттях. Маррей виграв обидві їхні зустрічі на траві. Вони разом займалися у тренувальному таборі, і Маррей виграв їхній перший матч у підлітковому віці.
Джокович 13 разів зустрічався із Марреєм у фіналах, і за цим показником лідирує 8-5. Сім із цих фіналів прийшлися на турніри Великого шлему — Джокович виграв усі чотири фінали на Відкритому чемпіонаті Австралії (у 2011, 2013, 2015 і 2016) та на Ролан Гаррос 2016, натомість Енді Маррей виграв у фіналах US Open 2012 та Вімблдоні 2013 Маррей брав реванш. Інші шість були фіналами Мастерсів. Маррей виграв перші три з них, але Джокович переміг Маррея в у наступних трьох. Вони також грали майже п'ятигодинний півфінальний матч на Відкритому чемпіонаті Австралії 2012, у якому Джокович виграв останній сет із рахунком 7-5, при цьому відігравшись із рахунку 1-2 за сетами. У півфіналі Олімпіади Маррей переміг Джоковича у двох сетах. З березня 2009 року до листопада 2012 року Джокович і Маррей вигравали по черзі свої матчі на гарді, поки Джокович не виграв два матчі підряд — у фіналі Шанхайського Мастерсу та на груповій стадії Підсумкового турніру.

### Джокович-Вавринка
У цьому протистоянні Джокович значно попереду із загальним рахунком 19–5, проте між ним і Вавринкою відбулося декілька важких затяжних матчів, у тому числі чотири 5-сетові матчі на турнірах Великого шлему. Стен Вавринка та Джокович тричі поспіль зустрічалися на Australian Open, кожен із цих матчів тривав повні 5 сетів, також один 5-сетовик вони зіграли на US Open: у четвертому колі Australian Open 2013 Джокович переміг у 5 сеті з рахунком 12-10, у півфіналі US Open 2013 Джокович виграв із рахунком 6-4 у вирішальному сеті, у чвертьфіналі Australian Open 2014 Вавринка виграв вирішальний сет із рахунком 9-7 (таким чином обірвавши серію Новака із 14 півфіналів ТВШ поспіль). На Australian Open 2015 Джокович узяв реванш, вигравши вирішальний сет із рахунком 6–0. У фіналі Ролан Гаррос 2015 Вавринка переміг Джоковича у чотирьох сетах, здобувши свій другий титул ТВШ та не дозволивши Новаку зібрати календарний Великий шлем. На US Open 2016 Вавринка вдруге переміг Джоковича у фіналі ТВШ. Під час матчу Джокович ушкодив ступню, після чого програв ту гру у чотирьох сетах. Contrary to most high-profile rivalries, they have played doubles together.
Попри те, що Джокович веде у протистоянні 19–5, Вавринка лідирує за перемогами у фіналах ТВШ 2–0 та загалом за перемогами у фіналах 3–2. У період між Вімблдоном 2014 та US Open 2016 Джокович 8 разів виходив у фінали ТВШ, із яких виграв 6, а обидва програні — програв саме Вавринці. Крім того, Вавринка — єдиний гравець, якого Джокович не зміг перемогти у фіналі ТВШ, а також єдиний гравець з-поза Великої четвірки, який переміг його у титульних матчах ТВШ.

## Статистика виступів
З фіналу Кубка Девіса 2010 року до Відкритого чемпіонату Франції 2011, Джокович мав 43-матчеву виграшну серію — третю в історії після серій Гільєрмо Віласа (46 матчів в 1977 році) та Івана Лендла (44 матчі у 1981/1982).
Він виграв 41 матч з початку сезону 2011 року до півфіналу Відкритого чемпіонату Франції, і поступається тільки рекордові Джона Макінроя (він почав 1984 рік із балансу 42-0).)
Новак Джокович є одним із двох гравців (другий — Рафаель Надаль), які перемагали Роджера Федерера чотири рази протягом календарного року, а також одним із двох гравців (інший — Хуан Мартін дель Потро), які перемагали Роджера Федерера і Рафаеля Надаля послідовно на одному турнірі Великого шлему. Він єдиний гравець, кому тричі вдалося перемогти Надаля і Федерера послідовно на одному турнірі (Монреаль 2007, Індіан-Веллс 2011, Відкритий чемпіонат США 2011). Він також є наймолодшим гравцем Відкритої ери, який переміг першу, другу і третю ракетку світу послідовно — він це зробив, перемігши Енді Роддіка (№ 3), Рафаеля Надаля (№ 2) і Роджера Федерера (№ 1) на Rogers Cup у 2007 році. Джокович є одним із двох гравців, хто зумів більше, ніж один раз, перемогти Федерера у півфіналі чи пізніше на турнірах Великого шлему (другий — Надаль). Він також є єдиним гравцем, хто перемагав Федерера на турнірах Великого шлему без втрати сету більше, ніж один раз.
У 2015 році він виграв 6 турнірів серії Мастерс, що є рекордом для одного сезону.

### Турніри Великого шлема
| Турнір                 | 2003 | 2004 | 2005 | 2006 | 2007 | 2008 | 2009 | 2010 | 2011  | 2012 | 2013 | 2014 | 2015 | 2016 | 2017 | 2018 | 2019 | 2020 | 2021 | 2022 | 2023 | Титулів | В-П    | % перемог |
| ---------------------- | ---- | ---- | ---- | ---- | ---- | ---- | ---- | ---- | ----- | ---- | ---- | ---- | ---- | ---- | ---- | ---- | ---- | ---- | ---- | ---- | ---- | ------- | ------ | --------- |
| Турніри Великого шлему |      |      |      |      |      |      |      |      |       |      |      |      |      |      |      |      |      |      |      |      |      |         |        |           |
| Australian Open        | A    | A    | 1К   | 1К   | 4К   | П    | ЧФ   | ЧФ   | П     | П    | П    | ЧФ   | П    | П    | 2К   | 4К   | П    | П    | П    | A    | П    | 10 / 18 | 89-8   | 91        |
| Ролан Гаррос           | A    | A    | 2К   | ЧФ   | ПФ   | ПФ   | 3К   | ЧФ   | ПФ[a] | Ф    | ПФ   | Ф    | Ф    | П    | ЧФ   | ЧФ   | ПФ   | Ф    | П    | ЧФ   | П    | 3 / 19  | 92-16  | 85        |
| Вімблдон               | A    | A    | 3К   | 4К   | ПФ   | 2К   | ЧФ   | ПФ   | П     | ПФ   | Ф    | П    | П    | 3К   | ЧФ   | П    | П    | НП   | П    | П    | Ф    | 7 / 18  | 92-11  | 90        |
| US Open                | A    | A    | 3К   | 3К   | Ф    | ПФ   | ПФ   | Ф    | П     | Ф    | Ф    | ПФ   | П    | Ф    | A    | П    | 4К   | 4К   | Ф    | A    | П    | 4 / 17  | 88-13  | 87        |
| Перемоги-поразки       | 0-0  | 0-0  | 5-4  | 9-4  | 19-4 | 18-3 | 15-4 | 19-4 | 25-1  | 24-3 | 24-3 | 22-3 | 27-1 | 21-2 | 9-3  | 21-2 | 22-2 | 16-2 | 27-1 | 11-1 | 27-1 | 24 / 72 | 361-48 | 88        |

a Відкритий чемпіонат Франції з тенісу 2011 нараховує 4 перемоги і 1 поразку. Джокович пройшов без боротьби через зняття Фабіо Фоніні, не зараховується як перемога Джоковича (чи поразка Фоньїні).
Фінали: 36 (24 перемоги, 12 поразок)
| Статус     | Рік  | Турнір               | Покриття | Суперник у фіналі      | Рахунок у фіналі                         |
| ---------- | ---- | -------------------- | -------- | ---------------------- | ---------------------------------------- |
| Фіналіст   | 2007 | US Open (1)          | Гард     | Роджер Федерер         | 6-7(4-7), 6-7(2-7), 4-6                  |
| Переможець | 2008 | Australian Open (1)  | Гард     | Жо-Вілфрід Тсонга      | 4-6, 6-4, 6-3, 7-6(7-2)                  |
| Фіналіст   | 2010 | US Open (2)          | Гард     | Рафаель Надаль         | 4-6, 7-5, 4-6, 2-6                       |
| Переможець | 2011 | Australian Open (2)  | Гард     | Енді Маррей            | 6-4, 6-2, 6-3                            |
| Переможець | 2011 | Вімблдон (1)         | Трава    | Рафаель Надаль         | 6-4, 6-1, 1-6, 6-3                       |
| Переможець | 2011 | US Open (1)          | Гард     | Рафаель Надаль         | 6-2, 6-4, 6-7(3-7), 6-1                  |
| Переможець | 2012 | Australian Open (3)  | Гард     | Рафаель Надаль         | 5-7, 6-4, 6-2, 6-7(5-7), 7-5             |
| Фіналіст   | 2012 | Ролан Гаррос (1)     | Ґрунт    | Рафаель Надаль         | 4-6, 3-6, 6-2, 5-7                       |
| Фіналіст   | 2012 | US Open (3)          | Гард     | Енді Маррей            | 6-7(10-12), 5-7, 6-2, 6-3, 2-6           |
| Переможець | 2013 | Australian Open (4)  | Гард     | Енді Маррей            | 6-7(2-7), 7-6(7-4), 6-3, 6-2             |
| Фіналіст   | 2013 | Вімблдон (1)         | Трава    | Енді Маррей            | 4-6, 5-7, 4-6                            |
| Фіналіст   | 2013 | US Open (4)          | Гард     | Рафаель Надаль         | 2-6, 6-3, 4-6, 1-6                       |
| Фіналіст   | 2014 | Ролан Гаррос (2)     | Ґрунт    | Рафаель Надаль         | 6-3, 5-7, 2-6, 4-6                       |
| Переможець | 2014 | Вімблдон (2)         | Трава    | Роджер Федерер         | 6-7(7-9), 6-4, 7-6(7-4), 5-7, 6-4        |
| Переможець | 2015 | Australian Open (5)  | Гард     | Енді Маррей            | 7-6(7-5), 6-7(4-7), 6-3, 6-0             |
| Фіналіст   | 2015 | Ролан Гаррос (3)     | Ґрунт    | Стен Ваврінка          | 6-4, 4-6, 3-6, 4-6                       |
| Переможець | 2015 | Вімблдон (3)         | Трава    | Роджер Федерер         | 7-6(7-1), 6-7(10-12), 6-4, 6-3           |
| Переможець | 2015 | US Open (2)          | Гард     | Роджер Федерер         | 6-4, 5-7, 6-4, 6-4                       |
| Переможець | 2016 | Australian Open (6)  | Гард     | Енді Маррей            | 6-1, 7-5, 7-6(7-3)                       |
| Переможець | 2016 | Ролан Гаррос (1)     | Ґрунт    | Енді Маррей            | 3-6, 6-1, 6-2, 6-4                       |
| Фіналіст   | 2016 | US Open (5)          | Гард     | Стен Вавринка          | 7–6(7–1), 4–6, 5–7, 3–6                  |
| Переможець | 2018 | Вімблдон (4)         | Трава    | Кевін Андерсон         | 6-2, 6-2, 7-6(7-3)                       |
| Переможець | 2018 | US Open (3)          | Гард     | Хуан Мартін дель Потро | 6-3, 7-6(7-4), 6-3                       |
| Переможець | 2019 | Australian Open (7)  | Гард     | Рафаель Надаль         | 6-3, 6-2, 6-3                            |
| Переможець | 2019 | Вімблдон (5)         | Трава    | Роджер Федерер         | 7-6(7-5), 1-6, 7-6(7-4), 4-6, 13-12(7-3) |
| Переможець | 2020 | Australian Open (8)  | Гард     | Домінік Тім            | 6-4, 4-6, 2-6, 6-3, 6-4                  |
| Фіналіст   | 2020 | Ролан Гаррос (4)     | Ґрунт    | Рафаель Надаль         | 0-6, 2-6, 5-7                            |
| Переможець | 2021 | Australian Open (9)  | Гард     | Данило Медведєв        | 7-5, 6-2, 6-2                            |
| Переможець | 2021 | Ролан Гаррос (2)     | Ґрунт    | Стефанос Ціціпас       | 6-7(6-8), 2-6, 6-3, 6-2, 6-4             |
| Переможець | 2021 | Вімблдон (6)         | Трава    | Маттео Берреттіні      | 6-7(4-7), 6-4, 6-4, 6-3                  |
| Фіналіст   | 2021 | US Open (6)          | Гард     | Данило Медведєв        | 4-6, 4-6, 4-6                            |
| Переможець | 2022 | Вімблдон (7)         | Трава    | Нік Киріос             | 4-6, 6-3, 6-4, 7-6(7-3)                  |
| Переможець | 2023 | Australian Open (10) | Гард     | Стефанос Ціціпас       | 6-3, 7-6(7-4), 7-6(7-5)                  |
| Переможець | 2023 | Ролан Гаррос (3)     | Ґрунт    | Каспер Рууд            | 7-6(7-1), 6-3, 7-5                       |
| Фіналіст   | 2023 | Вімблдон (2)         | Трава    | Карлос Алькарас        | 6-1, 6-7(6-8), 1-6, 6-3, 4-6             |
| Переможець | 2023 | US Open (4)          | Гард     | Данило Медведєв        | 6–3, 7–6(7–5), 6–3                       |

### Підсумковий турнір
| Турнір    | 2004              | 2005              | 2006              | 2007 | 2008 | 2009 | 2010 | 2011 | 2012 | 2013 | 2014 | 2015 | 2016 | 2017 | 2018 | 2019 | 2020 | 2021 | 2022 | Титули | Перемоги-поразки | % перемог |
| --------- | ----------------- | ----------------- | ----------------- | ---- | ---- | ---- | ---- | ---- | ---- | ---- | ---- | ---- | ---- | ---- | ---- | ---- | ---- | ---- | ---- | ------ | ---------------- | --------- |
| Фінал ATP | Не кваліфікувався | Не кваліфікувався | Не кваліфікувався | ГР   | П    | ГР   | ПФ   | ГР   | П    | П    | П    | П    | Ф    | НК   | Ф    | ГР   | ПФ   | ПФ   | П    | 6 / 15 | 46–17            | 73 %      |

Фінали Підсумкового турніру: 8 (6 перемог, 2 поразки)
| Результат  | Рік  | Турнір | Покриття | Суперник         | Рахунок       |
| ---------- | ---- | ------ | -------- | ---------------- | ------------- |
| Переможець | 2008 | Шанхай | гард (п) | Микола Давиденко | 6–1, 7–5      |
| Переможець | 2012 | Лондон | гард (п) | Роджер Федерер   | 7–6(8–6), 7–5 |
| Переможець | 2013 | Лондон | гард (п) | Рафаель Надаль   | 6–3, 6–4      |
| Переможець | 2014 | Лондон | гард (п) | Роджер Федерер   | прохід        |
| Переможець | 2015 | Лондон | гард (п) | Роджер Федерер   | 6–3, 6–4      |
| Фіналіст   | 2016 | Лондон | гард (п) | Енді Маррей      | 3–6, 4–6      |
| Фіналіст   | 2018 | Лондон | гард (п) | Александр Зверєв | 4–6, 3–6      |
| Переможець | 2022 | Турин  | гард (п) | Каспер Рууд      | 7–5, 6–3      |

### Рекорди Відкритої ери
| Часовий проміжок                         | Досягнення                                                                    | Інші гравці з таким досягненням                       |
| ---------------------------------------- | ----------------------------------------------------------------------------- | ----------------------------------------------------- |
| Australian Open 2008 — Ролан Гаррос 2016 | Кар'єрний Великий шлем                                                        | Род Лейвер Андре Агассі Роджер Федерер Рафаель Надаль |
| Вімблдон 2015 — Ролан Гаррос 2016        | Чинний чемпіон на всіх 4 ТВШ                                                  | Род Лейвер                                            |
| Вімблдон 2015 — Ролан Гаррос 2016        | Чинний чемпіон на всіх 4 ТВШ на трьох різних покриттях                        | одноосібно                                            |
| Australian Open 2015 — US Open 2015      | Фінал усіх 4 ТВШ в одному сезоні                                              | Дон Бадж Род Лейвер Роджер Федерер                    |
| US Open 2010 — US Open 2013              | 7 поспіль фіналів на гардових ТВШ                                             | одноосібно                                            |
| Ролан Гаррос 2007 — Australian Open 2008 | Наймолодший гравець, який виходив у півфінали усіх 4 ТВШ (20 років, 250 днів) | одноосібно                                            |
| Ролан Гаррос 2007 — Australian Open 2008 | Наймолодший гравець, який виходив у півфінали усіх 4 ТВШ поспіль              | одноосібно                                            |
| US Open 2007 — Ролан Гаррос 2015         | 3 та більше програних фіналів на 2 різних ТВШ                                 | Роджер Федерер                                        |
| Australian Open 2005 — US Open 2015      | 88.4 % відсотків виграних матчів на гардових ТВШ (114–15)                     | одноосібно                                            |
| Australian Open 2012                     | Найдовший фінал ТВШ за тривалістю (проти Рафаеля Надаля)                      | Рафаель Надаль                                        |

| Турнір Великого шлема | Часовий проміжок    | Досягнення                                                             | Інші гравці з таким досягненням |
| --------------------- | ------------------- | ---------------------------------------------------------------------- | ------------------------------- |
| Australian Open       | 2008–2021           | 9 титулів                                                              | одноосібно                      |
| Australian Open       | 2011–2013 2019-2021 | 3 титули поспіль                                                       | одноосібно                      |
| Australian Open       | 2008–2016           | 9 фіналів                                                              | одноосібно                      |
| Australian Open       | 2011–2013 2019-2021 | 3 фінали поспіль                                                       | Матс Віландер Іван Лендл        |
| Ролан Гаррос          | 2011–2016           | 6 півфіналів поспіль                                                   | одноосібно                      |
| US Open               | 2012                | Найдовший фінал за тривалістю (проти Енді Маррея)                      | Енді Маррей                     |
| US Open               | 2012                | Найдовший тайбрейк у фіналі за кількістю очок — 22 (проти Енді Маррея) | Енді Маррей                     |

| Часовий проміжок                            | Підсумковий турнір, Мастерси та інші значні рекорди                                      | Інші гравці з таким досягненням |
| Рекорди на Підсумковому турнірі             | Рекорди на Підсумковому турнірі                                                          | Рекорди на Підсумковому турнірі |
| ------------------------------------------- | ---------------------------------------------------------------------------------------- | ------------------------------- |
| 2012–2015                                   | 4 титули поспіль                                                                         | одноосібно                      |
| 2012–2015                                   | 15 поспіль перемог у матчах                                                              | одноосібно                      |
| 2014                                        | 76.1 % виграних геймів на одному турнірі (51–16)                                         | одноосібно                      |
| 2011                                        | Найшвидша кваліфікація — 18 тижнів, 6 днів                                               | одноосібно                      |
| Рекорди серії Світовий Тур ATP Мастерс 1000 |                                                                                          |                                 |
| 2007–2016                                   | 29 титулів                                                                               | одноосібно                      |
| 2007–2016                                   | 42 фінали                                                                                | Роджер Федерер Рафаель Надаль   |
| 2007–2013                                   | 8 різних титулів                                                                         | одноосібно                      |
| 2007–2012                                   | 9/9 різних фіналів                                                                       | Роджер Федерер Рафаель Надаль   |
| 2007–2016                                   | 21 титул на гардових турнірах                                                            | одноосібно                      |
| 2015                                        | 6/6 фіналів на гардових турнірах у сезоні                                                | одноосібно                      |
| 2015                                        | 6 титулів за сезон                                                                       | одноосібно                      |
| 2015                                        | 8 фіналів в одному сезоні                                                                | одноосібно                      |
| 2011, 2014—2015                             | дві серії по 5 титулів поспіль (з пропуском турнірів)                                    | одноосібно                      |
| 2014–2016                                   | 11 фіналів поспіль                                                                       | одноосібно                      |
| 2011, 2012, 2015                            | понад 6 фіналів за сезон протягом 3 різних сезонів                                       | одноосібно                      |
| 2012–2015                                   | 12 виграних фіналів поспіль                                                              | одноосібно                      |
| 2011                                        | 31 виграний матч поспіль                                                                 | одноосібно                      |
| 2015                                        | 39 матчів виграно за один сезон                                                          | одноосібно                      |
| 2013–2014 2015-2016                         | 2 серії по 4 титули поспіль                                                              | одноосібно                      |
| 2015–2016                                   | 7 поспіль фіналів                                                                        | одноосібно                      |
| 2011, 2015                                  | 2 роки з виграшем 5 та більше титулів                                                    | одноосібно                      |
| 2011, 2014, 2015                            | 3 роки з виграшем 4 та більше титулів                                                    | одноосібно                      |
| 2014–2015                                   | 2 поспіль роки з виграшем 4 та більше титулів                                            | Роджер Федерер                  |
| 2011–2016                                   | 6 поспіль років з виграшем 3 та більше титулів                                           | одноосібно                      |
| 2007–2015                                   | 4 та більше титулів на 4 різних турнірах                                                 | одноосібно                      |
| 2007–2015                                   | 3 та більше титулів на 6 різних турнірах                                                 | одноосібно                      |
| 2007–2016                                   | 2 та більше титулів на 8 різних турнірах                                                 | одноосібно                      |
| 2007–2016                                   | Рекорд за кількістю перемог на 4 різних турнірах                                         | одноосібно                      |
| 2014–2015                                   | Чинний чемпіон на 6 різних турнірах водночас                                             | одноосібно                      |
| 2011–2015                                   | Успішний захист титулів на 6 різних турнірах                                             | одноосібно                      |
| 2015                                        | 4 поспіль успішних захистів титулу                                                       | одноосібно                      |
| 2011–2013                                   | Перемога на всіх трьох ґрунтових турнірах                                                | Рафаель Надаль                  |
| 2015                                        | Перемога на перших трьох турнірах сезону                                                 | одноосібно                      |
| 2011–2016                                   | 4 перемоги на зв'язці турнірів Індіан-Веллс — Маямі                                      | одноосібно                      |
| 2007–2016                                   | 6 титулів у Маямі                                                                        | Андре Агассі                    |
| 2008–2016                                   | 5 титулів в Індіан-Веллсі                                                                | одноосібно                      |
| 2009–2015                                   | 4 титули у Парижі                                                                        | одноосібно                      |
| 2012–2015                                   | 3 титули у Шанхаї                                                                        | одноосібно                      |
| 2013–2015                                   | 3 перемоги поспіль на зв'язці турнірів Мастерс Париж-Фінал Світового Туру ATP            | одноосібно                      |
| Інші помітні рекорди                        |                                                                                          |                                 |
| 2016                                        | Найбільша кількість очок у рейтингу ATP (16,950)                                         | одноосібно                      |
| 2015                                        | 15 поспіль фіналів у сезоні                                                              | одноосібно                      |
| 2015                                        | 10 титулів на найбільших турнірах за сезон                                               | одноосібно                      |
| 2014–2016                                   | 18 фіналів поспіль на найбільших турнірах                                                | одноосібно                      |
| 2011, 2015—2016                             | 2 серії по 7 титулів                                                                     | одноосібно                      |
| 2006–2015                                   | 20 та більше перемог над кожним іншим членом Великої четвірки (Федерер, Надаль і Маррей) | одноосібно                      |
| 2006–2016                                   | Позитивний баланс зустрічей із кожним членом Великої четвірки                            | одноосібно                      |
| 2006–2015                                   | 20 та більше перемог над 4 різними суперниками (Надаль, Федерер, Маррей та Бердих)       | одноосібно                      |
| 2015                                        | 31 перемога над гравцями топ-10 за сезон                                                 | одноосібно                      |
| 2015                                        | Перемога над кожним членом топ-10 за сезон                                               | одноосібно                      |
| 2011–2013, 2015                             | 4 роки з 20 та більше перемогами над членами топ-10                                      | одноосібно                      |
| 2011                                        | 5 поспіль перемог над першою ракеткою світу у фіналах (Рафаель Надаль)                   | одноосібно                      |
| Мастерс Канада 20007                        | Наймолодший гравець, який переміг поспіль топ-3 гравців (Роддіка, Надаля та Федерера)    | одноосібно                      |
| 2015                                        | Найбільше призових грошей за сезон ($21,646,145)                                         | одноосібно                      |
| 2016                                        | Лідер всіх часів за кількістю призових ($99,673,404)                                     | одноосібно                      |
| Мастерс Мадрид 2009                         | Найдовший трисетовий матч із тайбрейком за тривалістю (проти Рафаеля Надаля)             | Рафаель Надаль                  |
| 2003–2016                                   | 84.3 % перемог на гардових турнірах (479–89)                                             | одноосібно                      |
| 2003–2016                                   | 82.8 % перемог на турнірах серії Мастерс (288-60)                                        | одноосібно                      |
| 2003–2016                                   | 95.9 % перемог після виграного 1-го сету (635–27)                                        | одноосібно                      |

## Стиль гри
Джокович — універсальний гравець зі схильністю до агресивної гри з бейслайну. Його удари із задньої лінії глибокі та пронизливі. Його бекхенд багатьма визнається найкращим в сучасному тенісі. Коронний удар Джоковича — бекхенд по лінії, який він виконує у високому темпі та з високою точністю. Його також визнають одним із найкращих за якістю руху по корту. Це уміння дозволяє йому виконувати гострі атакувальні удари із положень, які на перший погляд здаються захисними. У сезонах 2009 та 2010 років Джокович мав великі проблеми із подачею (кількість подвійних помилок була найбільшою серед гравців топ-100 рейтингу), але у 2011 році вона знову стала його сильною стороною. Першу подачу він зазвичай виконує пласкою, а другу — крученою. Його найкраща зброя — це повернення подачі, яке він може виконувати і в захисному і в атакувальному стилі. Завдяки його гнучкості та балансу у рухах, проти Джоковича дуже рідко виконують ейси. Повернення подачі у виконанні Джоковича ефективне як з форхенда, так і з бекхенда; воно нейтралізує перевагу, яку за замовчуванням має гравець, що подає. Джон Макінрой назвав Джоковича одним із найкращих на прийомі подачі в історії тенісу. Також Джокович якісно виконує укорочені удари та слайси з бекхенду.
Джокович прокоментував сучасний стиль гри, включаючи свій власний, в інтерв'ю Джиму Кур'є після свого півфінального матчу на Відкритому чемпіонаті Австралії 2012 проти Енді Маррея:
Сьогодні я мав честь особисто поспілкуватися із містером Лейвером … дякуємо Вам, сер, що Ви залишилися тут так допізна … мабуть, краще б нам було декілька разів зіграти в serve-and-volley, але ми не знаємо, як це робити … ми зазвичай тут бігаємо [показує на задню лінію]…
Після перемоги Джоковича на Мастерсі у Монреалі, тенісний тренер Нік Боллетьєрі назвав його «найбільш завершеним» гравцем усіх часів: «У нього є бекхенд, форхенд, подача, друга подача, рух, психологія, і він грає однаково добре на всіх покриттях». Оцінюючи виступи Джоковича у 2011 році, Джиммі Коннорс сказав, що Джокович створював проблеми своїм опонентам, граючи «трохи старомодно, приймаючи м'яч трохи раніше, ловлячи його на підйомі, і б'ючи його плоско».

## Тренерський штаб
З осені 2005 року до червня 2006 Джоковича тренував Ріккардо Піатті, який розподіляв свої обов'язки між 18-річним сербом та Іваном Любичичем. Їхня співпраця перервалася після того, як Піатті відмовився працювати із Джоковичем весь час.
З червня 2006 Джоковича тренує колишній словацький тенісист Мар'ян Вайда. Вони вперше зустрілися на тогорічному Ролан Гаррос, після чого Вайду найняли тренувати 19-річного Джоковича. Періодично Джокович наймав додаткових тренерів, які працювали разом із Вайдою: у 2007 році протягом весняного гардового сезону він співпрацював із австралійським парним гравцем Марком Вудфордом, який мав навчити його грати біля сітки та виконувати удари зльоту; з серпня 2009 до квітня 2010 року в тренерському штабі серба перебував американець Тодд Мартін, який покращував подачу Джоковича.
З початку 2007 року Джокович працює з фізіотерапевтом Міланом Амановичем, який до цього працював у баскетбольному клубі Црвена Звезда та з гравцем НБА Владіміром Радмановичем.
З осені 2006 року з Джоковичем працював ізраїльський тренер з фітнесу Ронен Беґа, але вони припинили співпрацю навесні 2009 після того, як Джокович сказав, що почувається фізично виснаженим після програного Рафаелю Надалю матчу. У квітні 2009 перед Мастерсом у Римі Джокович найняв на цю посаду австрійця Ґебгарда Філ-Ґріча (раніше працював із Томасом Мустером).
У липні 2010, перед матчем Кубка Девіса проти збірної Хорватії, Джокович розширив тренерський штаб, найнявши дієтолога Іґора Четоєвича, який зосередився на китайській медицині та виконував акупунктуру. Він виявив, що тенісист страждає на непереносимість глютену і не може його вживати. Внаслідок нової дієти Джокович став почуватися сильнішим, швидшим і помітно більш придатним до боротьби на високому рівні. Після перемоги Джоковича на Вімблдоні-2011 Четоєвич залишив команду.
Після завершення професійної тенісної кар'єри у серпні 2011 року сербський гравець Душан Вемич приєднався до команди Джоковича як спаринг-партнер.
Шестиразовий переможець ТВШ та колишня перша ракетка світу Борис Бекер, який після виходу на пенсію у 1999 році в основному працював експертом на телеканалах BBC Sport та Sky Sports, у грудні 2013 оголосив про те, що стане головним тренером Джоковича. За словами Джоковича, Беккера запросили задля того, щоб його чинний головний тренер Мар'ян Вайда мав можливість проводити більше часу з родиною. Зокрема, на Беккері лежала особлива відповідальність за участь Новака у ТВШ, оскільки Джоковичу останнім часом погано вдавалося справлятися з психологічною напругою останніх стадій мейджорів — він програв чотири із п'яти фіналів. Першим турніром, на якому Беккер був тренером Джоковича, став Australian Open 2014. Протягом часу співпраці з Беккером Джокович виграв 6 ТВШ та зібрав некалендарний Великий шлем. Наприкінці сезону 2016 вони припинили співпрацю.
5 травня 2017 Джокович оголосив, що припиняє співпрацю з Мар'яном Вайдою та рештою тренерського штабу. Після цього новим тренером Джоковича став Андре Агассі, а у грудні до тренерського штабу долучилися Радек Штепанек та стратегічний аналітик Вімблдону та Відкритого чемпіонату Австралії Крейґ О'Шоннессі. Проте у квітні 2018 року Агассі та Штепанек залишили команду, і головним тренером знову став Вайда.

## Поза тенісом

### Спонсори
Після того, як Джокович отримав статус професіонала у 2003 році, він підписав угоду із фірмою Adidas на постачання одягу та взуття. У 2009 році керівництво Adidas вирішило припинити співпрацю із Джоковичем на користь нової угоди з Енді Марреєм. Після цього Джокович підписав 10-річний контракт з новим спонсором — компанією Sergio Tacchini. Оскільки Sergio Tacchini не виробляє взуття, серб продовжив користуватися взуттям Adidas. У 2011 році, коли Джокович показав найкращі результати у кар'єрі, компанія Sergio Tacchini виявилася неспроможною виплачувати обумовлену контрактом суму, хоча продаж їхніх товарів і виріс у декілька разів.. 23 травня 2012 року Джокович підписав п'ятирічний контракт із новим спонсором — компанією Uniqlo. Перша поява у їхній формі відбулася 27 травня на Ролан Гаррос.
У серпні 2011 Джокович став послом компанії-виробника швейцарських годинників Audemars Piguet. Через місяць він підписав угоду із німецьким автомобільним холдингом Mercedes-Benz.
22 травня 2017 стало відомо, що Джокович став «послом» компанії Lacoste після п'ятирічної співпраці з Uniqlo. Вперше у формі від Lacoste серб вийшов на корт на Ролан Гаррос 2017.

### Бізнесові проекти
2005 році, коли почався стрімкий підйом Джоковича у рейтингу, його сім'я заснувала в Сербії компанію під назвою «Family Sport». Зареєстроване як товариство з обмеженою відповідальністю, воно в першу чергу було зосереджено на ресторанному бізнесі. Наразі компанія управляється батьком Новака Срджаном та його дядьком Гораном, які розширили сферу її діяльності на нерухомість та організацію спортивних та розважальних заходів.
Компанія відкрила мережу кафе, названих Novak Café. Одне із них знаходиться в муніципалітеті Белграду Нові Београд.
У 2008 році компанія домовилася з місцевою владою міста Крагуєваць про закупівлю 4-х гектарів землі у парку, яку планувалося перетворити на тенісний центр із 14 кортами. Але у 2010 році від ідеї відмовилися.
У 2009 році компанія Family Sport придбала турнір серії ATP 250 Dutch Open та перенесли його до Сербії, після чого він став називатися Serbia Open. За підтримки влади Белграда перший турнір проведено у травні 2009 на кортах комплексу 'Milan Gale Muškatirović' у передмісті Белграда Дорколі.
У понеділок, 4 липня 2011 року, наступного дня після перемоги Джоковича на Вімблдоні, Family Sport організувала урочисту зустріч спортсмена біля будівлі парламенту, на яку прийшло понад 80,000 людей.

### У популярній культурі
У 2009 і 2010 роках, Джокович виграв Оскар популярності як найвідоміший спортсмен із Сербії.
Джокович також фігурує в кліпі на пісню «Hello» Мартіна Сольвейга. На відео, знятому на стадіоні Ролан Гаррос, показується, як Сольвейг грає тенісний матч з іншим ді-джеєм Бобом Сінклером. Коли суддя повідомляє, що м'яч не влучив у корт, Джокович виходить на арену і переконує суддів у протилежному. Також він знявся у рекламі мережі супермаркетів Idea, які є сербською філією великої хорватської мережі Konzum.
У 2010 році сербський блюз-рок-гурт Zona B записав пісню «Джокер», присвятивши її Джоковичу.
25 червня 2011 року на сімдесятому конгресі в Чикаго його нагородили Орденом Національного Захисту Сербів в Америці І класу. Таким чином було визнано його заслуги на міжнародній спортивній арені та його внесок в покращення репутації сербів по всьому світу.
Завдяки його жвавому характеру, вільному володінню кількома мовами і готовності розважати глядачів, Джокович став невід'ємною частиною телевізійних ток-шоу по всьому світу відразу після досягнення певних успіхів на корті. Після перемоги на Відкритому чемпіонаті Австралії на початку 2008 року Джоковича запросили на американську нічну передачу The Tonight Show with Jay Leno. У травні 2008 року він був спеціальним гостем на першому півфіналі Євробачення, який відбувся в Белграді в цьому році. Він кинув великий тенісний м'яч в натовп, оголосивши про початок голосування, і разом з одним зі співведучих шоу Желько Йоксимовичем, Джокович заспівав пісню про Белград. Протягом весни 2009 року, під час турнірів серії Мастерс у Мадриді та Римі, серб був гостем на телепередачах Hormiguero і Fiorello Show.
Появи Джоковича на телебаченні значно почастішали у 2011 році, коли він демонстрував неймовірну гру. Після перемоги на Вімблдоні та досягнення першого рядка рейтингу ATP він знову відвідав The Tonight Show with Jay Leno, а також на шоу Конана О'Браєна на каналі TBS. Після драматичної перемоги Джоковича на Відкритому чемпіонаті США були прямі включення на передачі Live! with Kelly, The Early Show на CBS, Today на NBC, а також на Late Night with Jimmy Fallon. В кінці листопада Джокович дав інтерв'ю Девіду Фросту у передачі Frost Over the World на каналі Al Jazeera English.
Він був названий 19-м найвпливовішим чоловіком на сайті AskMen.com. На запрошення продюсера Аві Лернера Джокович став частиною високобюджетного бойовика Нестримні 2, де зіграв камео. Втім, його роль вирізано з остаточної версії фільму. Джокович увійшов до списку 100 найвпливовіших людей за версією журналу TIME у 2012 році.

### Джокович та Україна
27 лютого 2014 український тенісист Олександр Долгополов опублікував колективне відеозвернення своїх колег-тенісистів на підтримку Євромайдану та миру в Україні. Серед учасників звернення був і Новак Джокович.

## Нагороди і визнання

### Список нагород
- Найкращий тенісист Сербії та Чорногорії (1): 2005
- Найкращий тенісист Сербії (6): 2006, 2007, 2008, 2009, 2010, 2011
- Золотий знак DSL Спорт (3): 2007, 2010, 2011
- Найкращий спортсмен за OCS (3): 2007, 2010, 2011
- BBC заморським Спорт Особистість року (1): 2011
- GQ ACE of the year (1): 2011
- Спортсмен року AIPS (1): 2011
- Золотий бублик (1): 2011
- Найбільш прогресуючий гравець року ATP (2): 2006, 2007
- Гравець року ATP (1): 2011
- Чемпіон світу ITF (1): 2011
- Спортсмен року Laureus World Sports (1): 2012
- Найкращий тенісист ESPY (1): 2012

### Ордени і спеціальні нагороди
- Орден Святого Сави
- Орден Зірки Карагеоргія
- Червона медаль за Фізичне виховання і спорт (Альбер II)

## Зауваження
1. ↑  Фінал тривав 5 годин 53 хвилини.[112][113]
2. ↑  Фінал тривав 4 години 54 хвилини.[114]
3. ↑  Поняття "Мастерси" включає в себе серії Чемпіонати Гран-прі (1970–1989), Мастерс ATP (1990–2008) та Світовий Тур ATP Мастерс 1000 (з 2009).
4. ↑  Відомий як "Тенісний кубок Мастерс" (2000–2008) та "Фінал Світового Туру ATP " (з 2009).
5. ↑  Індіан-Веллс, Маямі, Монте-Карло, Мадрид, Рим, Канада, Шанхай і Париж.
6. ↑  DNP in the 9th Masters, Madrid.
7. ↑  Турніри Великого шлема, Мастерси, Підсумковий турнір.
8. ↑  Джокович продовжив перемагати Надаля на US Open 2011 та Australian Open 2012, коли вони помінялися місцями в рейтингу.[116]
9. ↑  Матч тривав 4 години, 3 хвилини.[117]
10. ↑  мінімум 250 перемог.